# Humphrey Bogart
Humphrey DeForest Bogart (wym. [ˈhʌmfri dɪˈfɔrəst ˈboʊˌgɑrt]; ur. 25 grudnia 1899 w Nowym Jorku, zm. 14 stycznia 1957 w Los Angeles) – amerykański aktor filmowy i teatralny, ikona kultury popularnej, symbol męskości lat 40. XX wieku. Uznawany za jedną z największych oraz najwybitniejszych gwiazd filmowych w historii amerykańskiego kina i okresu „Złotej Ery Hollywood”, a także najbardziej wpływowego aktora kina noir.
Bogart rozpoczął karierę sceniczną na początku lat 20. XX wieku, występując na Broadwayu. W 1930 zadebiutował na dużym ekranie w komedii W górze rzeki. Kontynuował występy teatralne do 1934. Pierwszy rozgłos zyskał rolą więźnia Duke’a Mantee w kryminale Skamieniały las (1936). Po związaniu się kontraktem ze studiem Warner Bros., przez następne kilka lat grywał w produkcjach klasy B, kreując znaczące role w takich obrazach jak Czarny legion i Śmiertelny zaułek (oba z 1937). Przełomem w jego karierze był udział w gangsterskim heist noir High Sierra (1941). W następnej dekadzie występował w produkcjach, które na trwałe wpisały się do kanonu klasyki kinematografii amerykańskiej i pozwoliły na zdobycie, a następnie ugruntowanie jego statusu gwiazdy Hollywood – Sokół maltański (1941), Casablanca (1942), Mieć i nie mieć (1944), Wielki sen (1946), Mroczne przejście (1947), Skarb Sierra Madre (1948) i Koralowa wyspa (1948). W latach 50. zasłynął z ról w filmach: Pustka (1950), Afrykańska królowa (1951), Bunt na okręcie (1954) i Sabrina (1954).
Bogart stworzył w kinie charakterystyczny typ bohatera; twardego, nieustępliwego cynika z duszą romantyka, którego nieodłącznym atrybutem były kapelusz fedora, papieros i trencz. W latach 40. był najlepiej opłacanym aktorem na świecie. W trakcie 34-letniej kariery trzykrotnie uzyskiwał nominację do nagrody Akademii Filmowej w kategorii dla najlepszego aktora pierwszoplanowego, raz zdobywając statuetkę za kreację łowcy przygód Charliego Allnuta w Afrykańskiej królowej.
Wystąpił w 74 filmach fabularnych. W 1999 American Film Institute (AFI) umieścił jego nazwisko na 1. miejscu w rankingu „największych aktorów wszech czasów” (The 50 Greatest American Screen Legends).

## Życiorys

### Rodzina i młodość

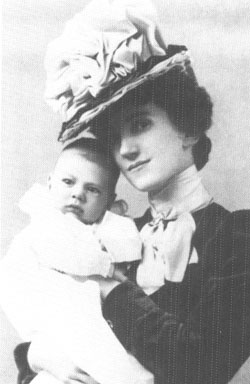
Humphrey Bogart z matką Maud Humphrey w okresie niemowlęctwa (1900)

Humphrey DeForest Bogart urodził się 25 grudnia 1899 w Nowym Jorku. Otrzymał imię będące panieńskim nazwiskiem matki. Był najstarszym z trójki dzieci i jedynym synem Belmonta DeForesta Bogarta (1867–1934) i Maud Humphrey (1868–1940). Miał dwie siostry – Frances „Pat” Bogart Brose (1901–1982) i Catherine Elizabeth „Kay” Bogart Bonnell (1902–1937). Ojciec Bogarta ukończył Uniwersytet Columbia, a dyplom medyczny otrzymał na Uniwersytecie Yale w New Haven w stanie Connecticut. Był on jedynym synem Adama Welty’ego Bogarta (1829–1892), który w wolnym czasie zajmował się litografią. Później zaczął tworzyć obrazy na płytach aluminiowych, co wzbudziło zainteresowanie drukarzy. Sprzedaż litografii wzrosła, czyniąc z Adama Welty’ego Bogarta majętnego człowieka. Dzięki temu przeprowadził się razem z rodziną na Manhattan. Z jego inicjatywy nazwisko Bogart wpisano do Blue Book, spisu nowojorskiej socjety. Zasobny stan zapewnił synowi dorastanie w komfortowych warunkach i odpowiednie wykształcenie w prywatnych szkołach. Ukończywszy Yale School of Medicine Belmont DeForest Bogart, w wieku 30 lat, został chirurgiem i pracował w zespołach lekarskich trzech głównych szpitali na Manhattanie. Maud Humphrey, matka przyszłego aktora, była córką sprzedawcy pieców z Rochester w stanie Nowy Jork. W wieku 16 lat sprzedawała rysunki swojego autorstwa do czasopism. Po ukończeniu studiów w Nowym Jorku i Paryżu, gdzie odbyła szkolenie w studiu Jamesa McNeilla Whistlera, zyskała uznanie jako ilustratorka kalendarzy, książek dla dzieci i reklam. W późniejszym czasie pełniła funkcję dyrektora artystycznego w czasopiśmie kobiecym „The Delineator”, zarabiając przeszło 50 tys. dolarów rocznie, podczas gdy Bogart senior otrzymywał 20 tys. dolarów.

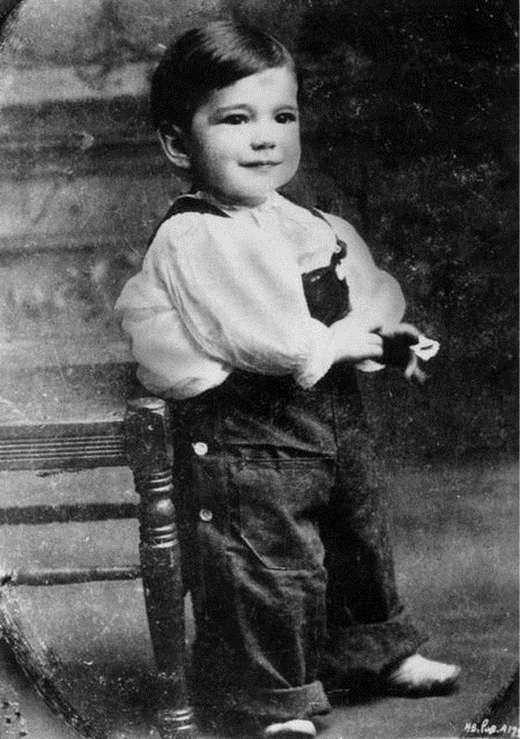
Humphrey Bogart w okresie dzieciństwa (1903)

Rodzice Bogarta pobrali się 15 czerwca 1898 w otoczeniu garstki najbliższych kuzynów. Zakupili trzypiętrowy dom w ekskluzywnej nowojorskiej dzielnicy Upper West Side przy West 103rd Street pod numerem 245, usytuowany pomiędzy arterią Riverside Drive i West East Avenue. Humphrey była wojowniczą sufrażystką, przez co traktowała trójkę swoich dzieci w chłodny sposób, dystansując je od siebie; nie pozwalała im mówić do siebie inaczej jak po imieniu (dzieci nigdy w stosunku do niej nie użyły słowa „mama”). Również Bogart senior nie demonstrował uczuć, co wiązało się z jego przynależnością do danej klasy społecznej i obowiązującym sposobem bycia w owych czasach. „Zostałem wychowany bardzo beznamiętnie, w prosty sposób. Pocałunek w naszej rodzinie był wydarzeniem. Nasza matka i ojciec nie przejmowali się zbytnio moimi dwiema siostrami i mną” – wspominał Bogart, dodając, że gdy [matka] była szczęśliwa „poklepała cię po plecach, prawie tak jak mężczyzna”.
Według Stefana Kanfera przez blisko dziesięć lat pięcioosobowa rodzina żyła w „pretensjonalnym przepychu, w otoczeniu kopii klasycznych rzeźb, ciężkich dekoracyjnych tkanin, wyściełanych kanap oraz krzeseł wypychanych końskim włosiem”. Dzieci były ubierane w luksusowe stroje, bawiły się najnowszymi zabawkami i jadały najlepsze jedzenie. Ojciec Bogarta zakupił ekskluzywną posiadłość na brzegu jeziora Canandaigua w północnej części stanu Nowy Jork. Jako młodzieniec przyszły aktor został przywódcą gangu Seneca Point. Od kolegów otrzymał przydomek „Hump”. Młodzi chłopcy kąpali się w okolicznych jeziorach, zbudowali bazę z desek oraz bawili się ołowianymi żołnierzykami. Wystawiali również amatorskie przedstawienia na brzegu jeziora, korzystając z prawdziwych kostiumów, wycofanych ze scen broadwayowskich, podarowanych przez Williama Aloysiusa Brady’ego.

#### Edukacja i służba wojskowa

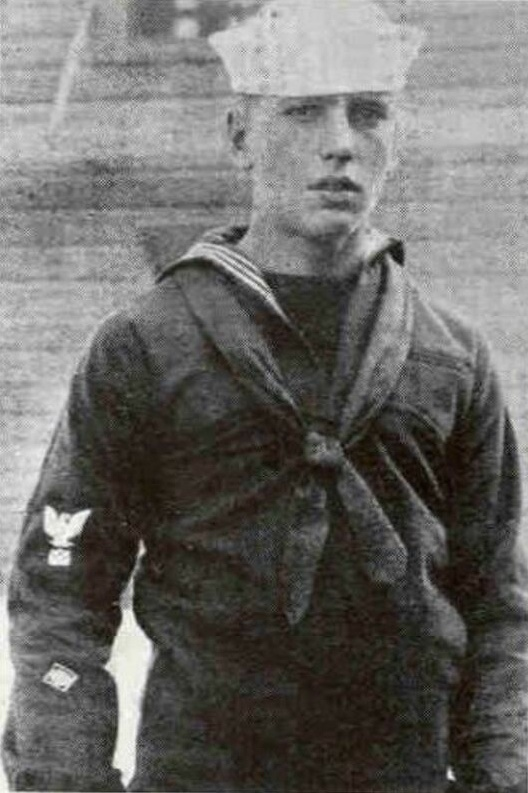
Humphrey Bogart w United States Navy (1918)

Spędzając czas w Nowym Jorku Bogart oglądał filmy nieme oraz wodewile. Pierwszą placówką edukacyjną do której uczęszczał była prywatna szkoła Dalancey. Następnie wysłano go do Trinity School, będącej męskim gimnazjum dla dobrze sytuowanych. Z racji tego, że Bogart pozował matce do rysunków, przylgnęła do niego opinia maminsynka, przez co często wdawał się w bójki z kolegami z klasy i słowne kłótnie z nauczycielami. Nie przejawiał żadnego talentu sportowego, a jego stopnie wahały się w zakresie dostatecznych. W ocenie Jeffreya Meyersa był on posępnym uczniem, który nie wykazywał zainteresowania zajęciami pozalekcyjnymi, często również wagarował. Po latach aktor wspominał: „Zawsze lubiłem we wszystkim namieszać i podważać autorytety. Chyba miałem to po rodzicach. Dogryzali wszystkim, nawet sobie”.
Poirytowany zachowaniem syna, Bogart senior przeniósł go do szkoły z internatem Phillips Academy w Andover w stanie Massachusetts, której sam był absolwentem. Przyszły aktor do nauki przykładał się przez pierwszy miesiąc, po czym ponownie przestał wykazywać aktywność na zajęciach. Na koniec semestru nie zaliczył angielskiego, francuskiego, geometrii i religii. Pod koniec wiosennego semestru spakował się i zdecydował o opuszczeniu placówki. Legenda uczelni przez wiele lat głosiła, że powodem usunięcia go ze szkoły była sytuacja, w której Bogart wrzucał winogrona do gabinetu dyrektora, jednak rzeczywistym powodem były słabe stopnie. Przedwczesne przerwanie nauki wywołało duże rozczarowanie rodziców Bogarta, zwłaszcza ojca, który liczył na to, że jego jedyny syn, podobnie jak i on, ukończy dobrą szkołę i zostanie lekarzem.
Ojciec – w porozumieniu ze znajomym architektem i budowniczym okrętów – załatwił Bogartowi pracę w stoczni na Manhattanie. 28 maja 1918, nie mając realnych możliwości zrobienia kariery, w sekrecie przed rodzicami udał się metrem do Brooklynu, gdzie zaciągnął się do United States Navy, podczas amerykańskiego zaangażowania w I wojnę światową. Jak wspominał: „Wojna to było coś! Paryż! Francuskie dziewczyny! Cholernie gorące”. Przeszedł podstawowe przeszkolenie w Naval Reserve Training Station w Pelham w stanie Nowy Jork, uzyskując stopień sternika. Wraz z grupą innych chłopców otrzymał przydział na SS Leviathan transportujący żołnierzy. Drugiego dnia po wyjściu w morze odmówił wykonania rozkazu, przez co został surowo ukarany. Z uwagi na szereg uchybień wielokrotnie trafiał do aresztu i zdegradowano go do stopnia marynarza. Przegrał również żołd w karty. Nigdy nie widział walki, ponieważ wojna dobiegła końca 11 listopada 1918, pięć i pół miesiąca od momentu, gdy się zaciągnął.
W tym samym roku przydarzył mu się wypadek, który na trwałe spowodował drobną deformację górnej wargi. Na przestrzeni lat powstało wiele wersji dotyczących okoliczności wypadku. Najbardziej wiarygodną historię przytaczał Nathaniel Benchley, według którego blizna powstała w wyniku konwojowania więźnia marynarki wojennej ze statku stojącego w doku do Portsmouth Naval Prison w stanie New Hampshire. Więzień uderzył Bogarta kajdankami w usta, gdy ten częstował go papierosem. Ogłuszony marynarz postrzelił zbiega w nogę.
W 1919 – pięć miesięcy po zawieszeniu broni – Bogarta przeniesiono na USS Santa Olivia, transportowiec przeznaczony do przewożenia żołnierzy z Europy do domu. 14 kwietnia przyszły aktor, w wyniku libacji alkoholowej zorganizowanej dzień wcześniej, spóźnił się na statek, który odpłynął bez niego. Bogarta potraktowano jako dezertera. Oddał się w ręce władz, wyrażając skruchę i gotowość do odbycia kary za zlekceważenie obowiązków. Jego tłumaczenie uznano po kilku tygodniach. Został skazany na trzy dni aresztu. Gdy honorowo zwolniono go z wojska, jeden z oficerów wystawił mu w karcie osiągnięć najwyższą ocenę w zakresie powagi i posłuszeństwa.

### Lata 20.

#### Występy teatralne (1921–1929)

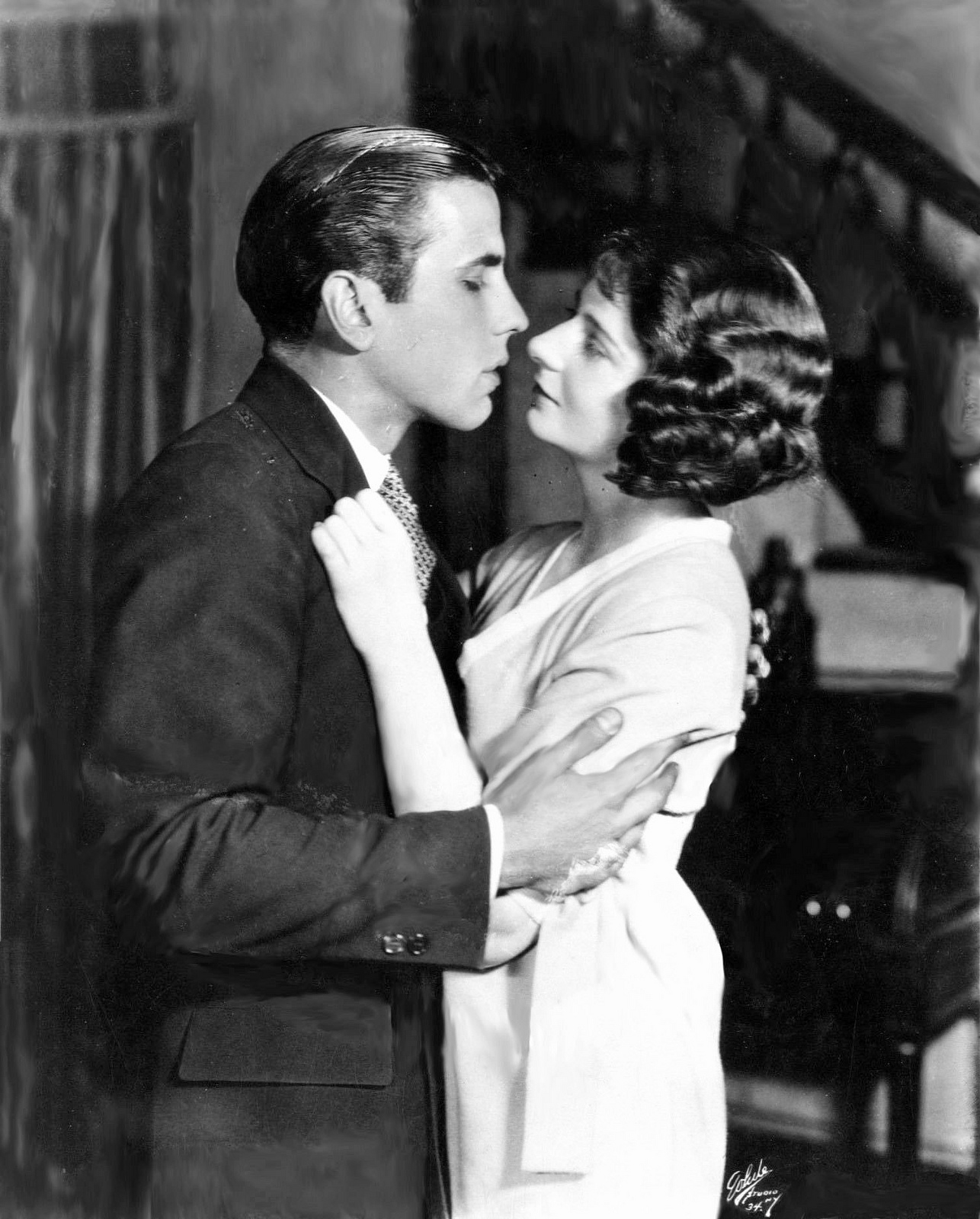
Humphrey Bogart i Shirley Booth w sztuce Hell’s Bells (1925)

Po wyjściu z wojska Bogart powrócił do domu przy West 103rd Street. Rodzinny majątek pomniejszył się wskutek nieudanych inwestycji jego ojca w przemysł drzewny. Imał się wielu dorywczych zajęć – pracował jako praktykant w National Biscuit Co., kontroler holowników, robotnik kolejowy na Pennsylvania Railroad, goniec w S.W. Strauss & Co., dużej firmie przy Wall Street i spedytor. Sprzedawał również obligacje. Większość wolnego czasu spędzał w manhattańskich klubach w towarzystwie kobiet, nie mając sprecyzowanych planów co do swojej przyszłości. Z inicjatywy przyjaciela Billa Brady’ego Jr. otrzymał pracę w nowo powstałej firmie jego ojca Williama Aloysiusa Brady’ego – World Films. W ciągu kilku miesięcy bezowocnie próbował swoich sił jako reżyser i scenarzysta. Przez pewien czas pełnił funkcję operatora sceny w trupie Alice Brady, która odbywała tournée ze spektaklem The Ruined Lady.

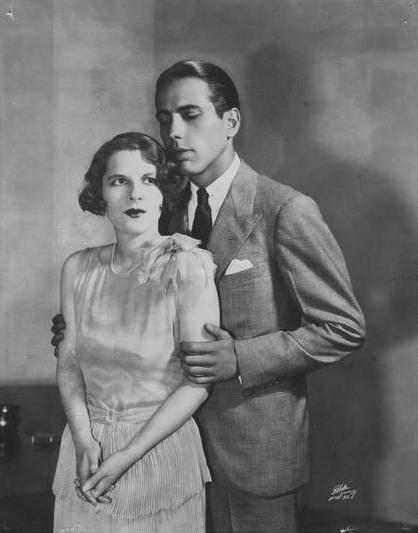
Ruth Gordon i Humphrey Bogart w sztuce Saturday’s Children (1927)

2 stycznia 1922 zadebiutował na Broadwayu, występując w sztuce Drifting w epizodycznej roli japońskiego kamerdynera, wypowiadającego jedną kwestię. Brady senior zaczął obsadzać go w kolejnych spektaklach. W tym samym roku zagrał w sztuce Swifty, która otrzymała negatywne recenzje od krytyków; Alan Dale z „New York Journal-American” pisał, że Bogart dał „wyraźny przykład złego aktorstwa”. Z kolei Alexander Woollcott w następujących słowach recenzował grę początkującego aktora: „Młody człowiek, który ucieleśnia tegoż potomka wyższych sfer, jest, jak to się zazwyczaj litościwie określa – niedostateczny”. Wycinek z opinią dziennikarza Bogart trzymał przez resztę życia, a w początkowych latach kariery teatralnej potraktował jego słowa jako wyzwanie.
Urażony nieprzychylnymi opiniami namawiał Brady’ego seniora do obsadzania go w lepszych i bardziej znaczących rolach. Pierwszą z nich otrzymał w 1923 w komedii Meet the Wife, gdzie partnerował parze Clifton Webb–Mary Boland. Jeden z recenzentów magazynu „World” pisał: „Bogart jest przystojnym, dobrze wychowanym reporterem, który dodaje sztuce świeżości”. Większa rozpoznawalność i regularne zarobki spowodowały, że prowadził towarzyski tryb życia; podczas jednego z wieczornych przedstawień Meet the Wife wystąpił pod wpływem alkoholu, nie pamiętając części kwestii. Poirytowana Boland, zmuszona do improwizacji na scenie, po zakończeniu spektaklu odmówiła dalszej współpracy z Bogartem.
Do następnego projektu podszedł z większą samodyscypliną. W sezonie 1924 grał w sztuce Nerves wraz z Helen Menken, Mary Philips i Paulem Kellym, zbierając pochlebne recenzje; Heywood Broun uważał, że Bogart był „ironiczny i świeży, jeśli w tej sztuce było to w ogóle możliwe”. Po zdjęciu jej z afisza zdecydował się na powrót do spraw technicznych w teatrze, co było podyktowane tremą i brakiem przekonania do kariery zawodowego aktora. Powrócił do grania w 1925, występując razem z Shirley Booth w komedii Hell’s Bells. Pozytywna recenzja w magazynie „America” poskutkowała kolejnym angażem – do farsy Cradle Snatchers, w której ponownie partnerował Boland. Mimo nieprzyjemnego incydentu podczas Meet the Wife, w opinii Kanfera „doskonale współpracowali przez długi i lukratywny okres popularności sztuki”. Amy Leslie z „Chicago Tribune” w entuzjastycznym tonie wyrażała się o kreacji Bogarta, uważając, że „jest tak młody i przystojny jak [Rudolph] Valentino […] elegancki w komedii […] tak pełen gracji jak najlepsi aktorzy”. Do końca sezonu 1929 zagrał w pięciu spektaklach, z których komedia It’s a Wise Child (1929/1930) odniosła sukces.

### Lata 30.

#### Fox Film Corporation (1930–1932)
W następstwie krachu na nowojorskiej giełdzie (czarny czwartek) wiele scen zamknięto, sztuki zdjęto z afisza, a aktorów, choreografów, reżyserów i scenografów wyrzucono z pracy. Za wstawiennictwem męża swej siostry Frances, Stuarta Rose’a, Bogart otrzymał możliwość wzięcia udziału w castingu organizowanym przez wytwórnię Fox Film Corporation. Aktor wywarł pozytywne wrażenie na przedstawicielach studia, którzy przedłożyli mu umowę opiewającą na zarobki rzędu 750 dolarów tygodniowo i opłacenie podróży do Hollywood. Bogart miał już na swoim koncie debiut filmowy – w 1928 wystąpił w krótkometrażowej niemej produkcji studia Paramount Pictures Tańczące miasto (reż. Edmund Lawrence) z Helen Hayes, a rok później zagrał z Joan Blondell, Phillips i Ruth Etting w krótkometrażowym filmie dźwiękowym wytwórni Vitaphone Broadway’s Like That (reż. Arthur Hurley) (drugi z filmów odnaleziono w 1963).
W 1930 zadebiutował w filmie pełnometrażowym, występując w zrealizowanej w erze Pre-Code komedii W górze rzeki (reż. John Ford). Na planie partnerował mu Spencer Tracy, dla którego był to także debiut ekranowy. Obydwaj wcielili się w rolę więźniów. Tracy otrzymał większe wynagrodzenie, lecz wizerunek Bogarta pojawił się wraz z Claire Luce na plakacie reklamującym film. W ocenie Kanfera W górze rzeki „w ogóle nie przyniosła zysków”, ale aktor nawiązał przyjaźń z Fordem i Tracym. Drugim filmem Bogarta z 1930 był przygodowy Zdobywca serc (reż. Irving Cummings), który przeszedł niezauważony.
W 1931 otrzymał angaż do dramatu o tematyce lotniczej Ciało i dusza (reż. Alfred Santell). W głównej roli męskiej wystąpił Charles Farrell, z którym to Bogart popadł w konflikt. Przez pierwsze szesnaście miesięcy Hollywood miało negatywne nastawienie do początkującego aktora, w związku z jego konfliktową naturą, okazywaną zadziornością oraz notorycznym lekceważeniem autorytetów. W tym samym roku zaangażowano go do dramatu Zła siostra (reż. Hobart Henley), w którym zadebiutowała Bette Davis. Mimo że Bogart stworzył istotną kreację, krytycy pomijali go w swoich recenzjach. W westernie A Holy Terror (1931, reż. Irving Cummings), z uwagi na niski wzrost, aktor był zmuszony do noszenia specjalnych podwyższających butów, przez co czuł się jak „atrapa”. W kolejnych produkcjach Bogarta zwykle ignorowano; w Bluesie wielkiego miasta (1932, reż. Mervyn LeRoy) wymieniono go na ostatnim miejscu w czołówce. W kryminalnym melodramacie Three on a Match (1932, reż. Mervyn LeRoy) po raz pierwszy wcielił się w gangstera, lecz jego kreacja nie wywarła dobrego wrażenia na szefach produkcji. Gdy studio Fox Film Corporation nie przedłużyło z nim umowy, wrócił na Broadway.
Powróciwszy do Nowego Jorku borykał się z problemami finansowymi i podupadającą karierą; w sezonie 1932–1933 występował w pięciu spektaklach, które grano nie dłużej jak tydzień, co było następstwem krachu na nowojorskiej giełdzie z 1929. Nadużywał alkoholu, a w czasach kryzysu dorabiał, grając w szachy pod arkadami przy Szóstej Alei, gdzie dostawał 50 centów od wygranej partii. Na początku 1934 otrzymał rolę gangstera w dramacie kryminalnym Midnight (reż. Chester Erskine), który nie zyskał uznania w oczach krytyków. Jesienią występował w broadwayowskim melodramacie Invitation to a Murder, wcielając się w arystokratę, którego bogactwo pochodzi z działalności przestępczej. Sztuka nie odniosła sukcesu, a rozgoryczony Bogart powrócił do gry w szachy.

#### Skamieniały las

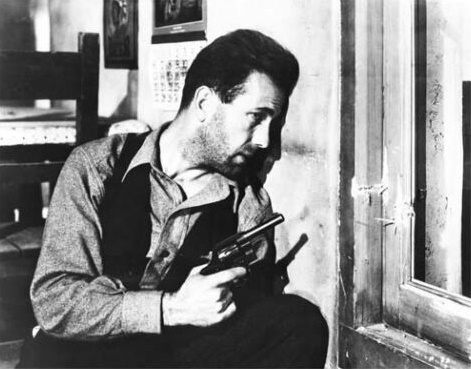
Humphrey Bogart w kadrze z filmu Skamieniały las (1936), który był pierwszym sukcesem w jego karierze

W 1934 zmarł Belmont DeForest Bogart. Aktor postanowił spłacić pozostawione przez ojca długi, wynoszące 10 tys. dolarów. Zastój w karierze i brak pieniędzy spowodował u niego alkoholizm i depresję. Dużą część czasu spędzał w nowojorskich barach. Przyjaciel aktora, dramaturg i scenarzysta Robert E. Sherwood, polecił Bogarta reżyserowi Arturowi Hopkinsowi, przygotowującemu spektakl Skamieniały las z główną rolą Lesliego Howarda. Hopkins zdecydował się zaangażować Bogarta po tym, gdy zobaczył go w kreacji przestępcy Horatio Channinga w Invitation to a Murder. Największe wrażenie na reżyserze zrobiło milczenie aktora, a nie wypowiadanie przez niego kwestii. Jak wspominał: „Kiedy nic nie mówił, czas jakby się zatrzymywał”. Otrzymał rolę Duke’a Mantee, zbiegłego więźnia. Premiera spektaklu odbyła się 17 stycznia 1935 i zdaniem Kanfera była to kluczowa data w historii amerykańskiego teatru i kina. Krytycy wyrażali pochlebne opinie, nazywając Skamieniały las „perełką” i „melodramatycznym krzykiem zachodu”. Brooks Atkinson z „The New York Timesa” oceniał, że Bogart wykonał „najlepszą robotę w swojej karierze jako zmotoryzowany partyzant”. Z kolei Robert Garland przyznawał, że „Humphrey Bogart to gangster Mantee aż po czubek swojego obrzyna”.
Biografowie podkreślali, że kreacją Mantee aktor „raz na zawsze wyrósł z białych flanelowych spodni” i stworzył swoje nowe emploi. Powodzenie sztuki, wystawianej 197 razy, pozwoliło Bogartowi na spłatę długów ojca i zysk w wysokości 1000 dolarów. Po zakupieniu praw Warner Bros. obsadziło w roli Mantee Edwarda G. Robinsona, znanego z kreacji Caesara Enrico Bandella w dramacie gangsterskim Mały Cezar (1931, reż. Mervyn LeRoy). Zbyt wygórowane żądania finansowe Robinsona i konfliktowe relacje z wytwórnią spowodowały, że studio obsadziło Bogarta w roli zbiegłego więźnia. Podpisał kontrakt zakładający pracę przez dwadzieścia jeden dni i zarobki rzędu 750 dolarów tygodniowo. W czołówce, z uwagi na słabą rozpoznawalność, został wymieniony na piątym miejscu. Partnerował na planie Bette Davis, Dickowi Foranowi, Genevieve Tobin i Lesliemu Howardowi. Kryminał Skamieniały las (reż. Archie Mayo) okazał się sukcesem, a rolę Bogarta, podobnie jak w przypadku wersji teatralnej, komplementowano; „New York Herald Tribune” i „New York Post” określały ją jako „wspaniałą”, a „The New York Times” napisał: „Należy bardzo wysoko ocenić Humphreya Bogarta, który może stać się psychopatycznym gangsterem w większym stopniu niż [John] Dillinger, sam bandyta wyjęty spod prawa”.
Bogart podpisał kontrakt z Warner Bros. na czas dwudziestu sześciu tygodni, gwarantujący mu zarobki na poziomie 550 dolarów tygodniowo. Mimo sukcesu Skamieniałego lasu, odgrywał zazwyczaj role gangsterów w dramatach kryminalnych klasy B. W filmie Na celowniku mafii (1936, reż. William Keighley) wcielił się w rolę gangstera Nicka „Bugsa” Fennera, podejrzewającego, że Johnny Blake (Robinson) jest informatorem policji. Następnie zagrał w będącym remakiem dramatu kryminalnego Ostatnie wydanie (1931, reż. Mervyn LeRoy) przeciętnym melodramacie Dwoje przeciwko światu (1936, reż. William C. McGann), wzorowanym na życiu Charlesa Lindbergha dramacie przygodowym Orzeł leci do Chin (1936, reż. Ray Enright) z główną rolą Pata O’Briena oraz w przygodowej Zaginionej wyspie (1936, reż. Frank McDonald). Aktor czuł się skrępowany z powodu źle dobranych wąsów w ostatnim z filmów, a także nieudolnie skonstruowanych scen walki z ośmiornicą. Wszystkie swoje niewielkie gaże odkładał na funduszu inwestycyjnym.

#### Występy w filmach klasy B

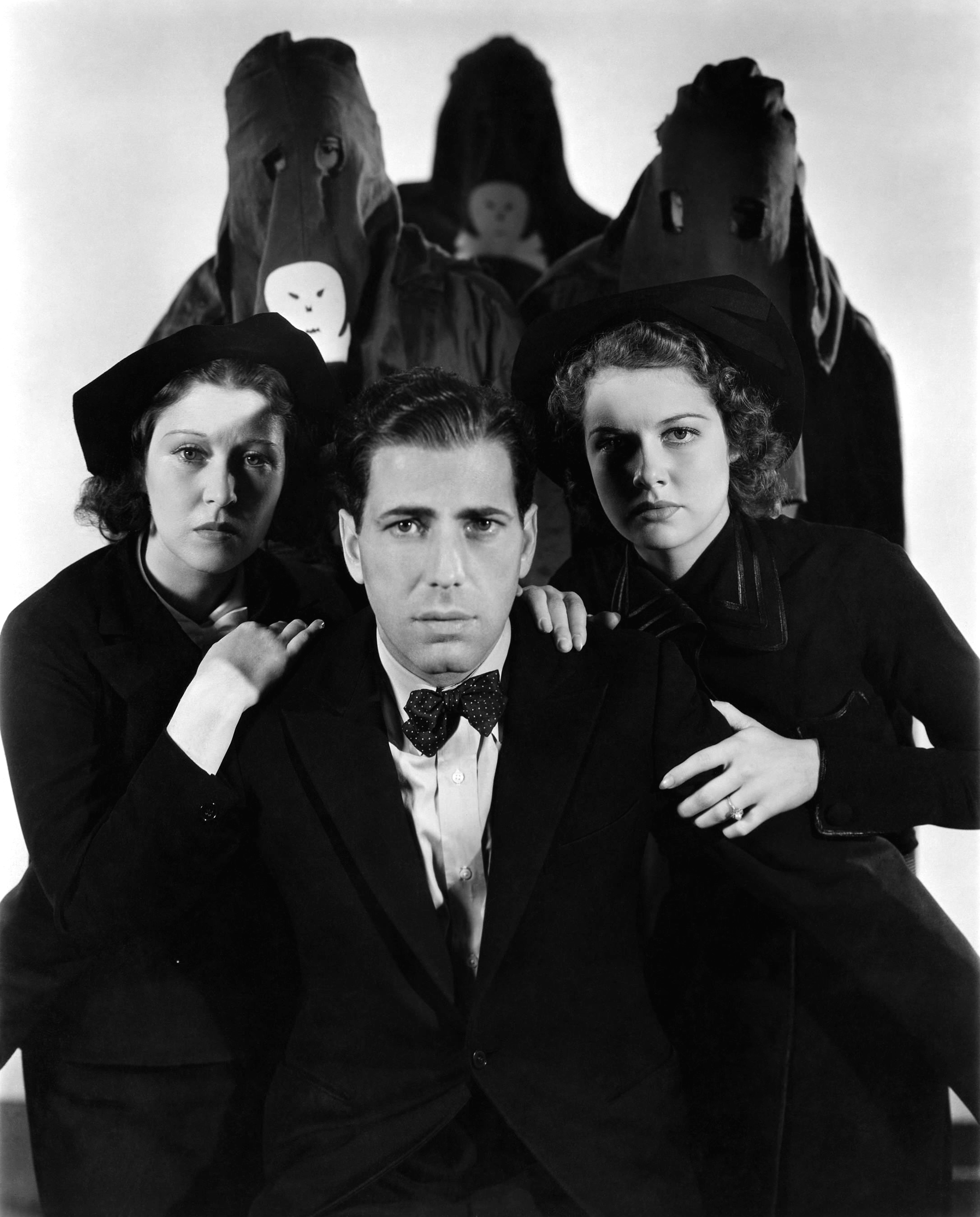
Erin O’Brien-Moore, Bogart i Ann Sheridan na fotosie promocyjnym z filmu Czarny legion (1937)

W latach 1937–1940 wystąpił w dwudziestu filmach studia Warner Bros., z których większość przeszła niezauważona; w dramacie Wielki O’Malley (1937, reż. William Dieterle) wcielił się w rolę Johna Phillipsa, weterana wojennego, próbującego sprzedać swoje odznaczenia militarne. W dramacie kryminalnym Fordanserki (1937, reż. Lloyd Bacon) ponownie partnerował Bette Davis, w roli prokuratora okręgowego Davida Grahama. W dramacie kryminalnym Zbieg z San Quentin (1937, reż. Lloyd Bacon) wykreował postać Joe „Reda” Kennedy’ego, który ucieka z pilnie strzeżonego więzienia, gdy dowiaduje się, że naczelnik zakładu karnego (Pat O’Brien) romansuje z jego siostrą (Ann Sheridan). Mr. Dodd szaleje (1937, reż. Tay Garnett) był jedną z niewielu prób Bogarta w komedii. Na planie wdawał się w konflikty z pracownikami i obrażał odtwórcę głównej roli męskiej, Lesliego Howarda, z którym już nigdy więcej nie zagrał.

#### Czarny legion,Śmiertelny zaułek

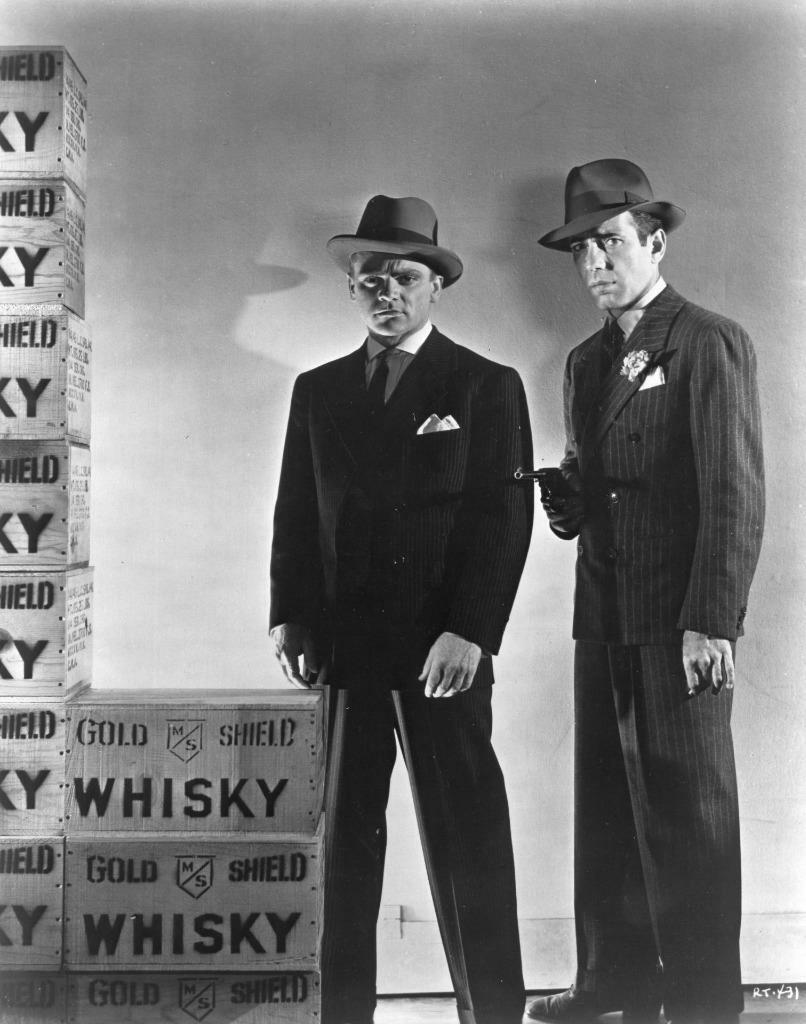
James Cagney i Bogart w filmie Burzliwe lata dwudzieste (1939)

Kontynuował występy w filmach klasy B, portretując postać ambitnego pracownika fabryki samochodów w dramacie kryminalnym Czarny legion (1937, reż. Archie Mayo). Rola Franka Taylora spotkała się z uznaniem krytyków, którzy porównywali film do Jestem zbiegiem (1932, reż. Mervyn LeRoy). „The Hollywood Reporter” prognozował, że Czarny legion „prawie na pewno zrobi z Humphreya Bogarta pierwszorzędną gwiazdę ról charakterystycznych”, z kolei „New York Post” nawoływał: „żadnych więcej filmów klasy B dla Bogarta”. Graham Greene opisywał Czarny legion jako „inteligentny i ekscytujący, choć raczej poważny”.
W tym samym roku Warner Bros. wypożyczyło aktora Samuelowi Goldwynowi, dzięki czemu mógł wystąpić w dramacie kryminalnym Śmiertelny zaułek (reż. William Wyler), kreując gangstera na wzór „Baby’ego Face’a Nelsona”. W ocenie Kanfera mimo że to Joel McCrea był główną gwiazdą, Bogart zagrał tak, jakby to był jego film, a kreacja Hugh „Baby’ego Face’a” Martina była zupełnie inna od szablonowych postaci ze światka przestępczego z poprzednich filmów. Śmiertelny zaułek cieszył się uznaniem w Stanach Zjednoczonych i w Wielkiej Brytanii, gdzie Graham Greene pisał na łamach magazynu „The Spectator”, że „to jest najlepsza rola, jaką Bogart kiedykolwiek zagrał – bezwzględny, lecz sentymentalny, od początku filmu pokazuje wielki osobisty dramat”.
Powróciwszy do Warner Bros. zagrał między innymi w komedii musicalowej Swing Your Lady (1938, reż. Ray Enright), którą krótko wyświetlano oraz w dramacie Szkoła zbrodni (1939, reż. Lewis Seiler), gdzie wcielił się w zastępcę komisarza Marka Bradena, usiłującego wprowadzić zmiany na lepsze w zakładzie poprawczym. W następnym roku wystąpił w westernie Oklahoma Kid z Jamesem Cagneyem (reż. Lloyd Bacon) i dramacie Mroczne zwycięstwo (reż. Edmund Goulding) u boku Davis, portretując trenera koni mówiącego z irlandzkim akcentem. Mimo wątpliwości jego gra przypadła do gustu przedstawicielom Warner Bros., którzy zaangażowali Bogarta do kolejnego filmu Davis – dramatu Stara panna (1939, reż. Edmund Goulding). Czwartego dnia został zastąpiony przez George’a Brenta, ponieważ wypadł nieprzekonująco w scenie pożegnania na dworcu kolejowym.
Przez kilka następnych lat Warner Bros. obsadzało Bogarta w produkcjach z gatunku filmu gangsterskiego – Racket Busters (1938, reż. Lloyd Bacon), Aniołowie o brudnych twarzach (1938, reż. Michael Curtiz), w którym wykreował postać nieuczciwego prawnika, Król podziemia (1939, reż. Lewis Seiler), gdzie wystąpił w roli głównej, Burzliwe lata dwudzieste (1939, reż. Raoul Walsh) i You Can’t Get Away with Murder (1939, reż. Lewis Seiler). W marcu 1939 „The New York Times” pisał, że „wartościowi aktorzy” tacy jak Bogart byli „skazani nie tyle na pięcioletnie kontrakty, ile na pięcioletnie wyroki”.

### Lata 40.

#### High Sierra

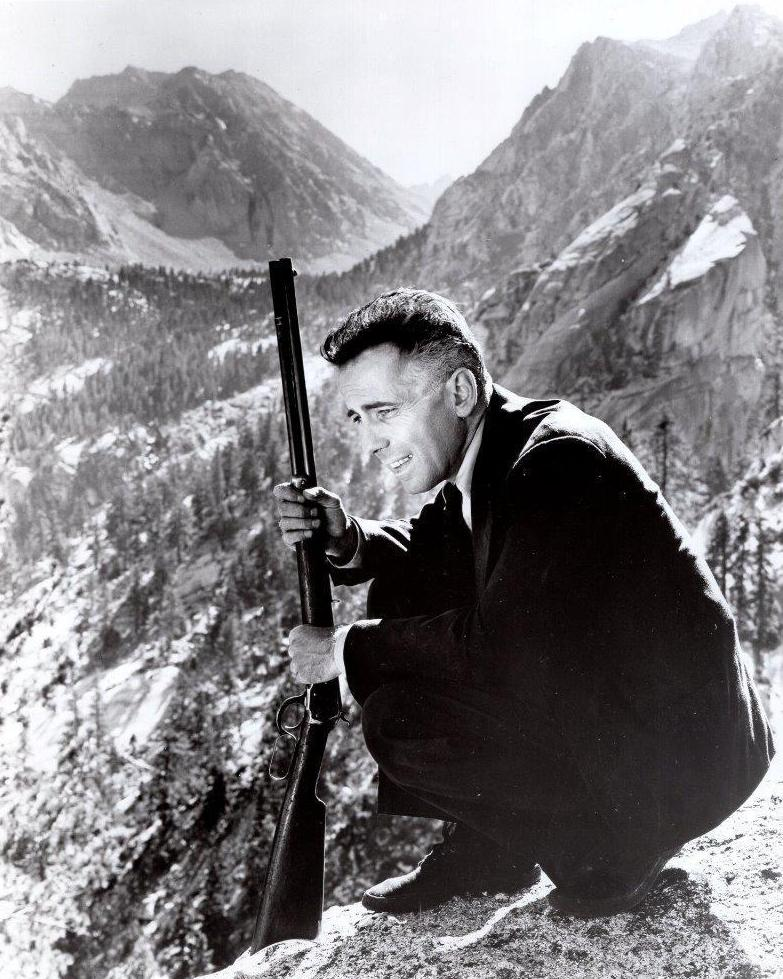
Humphrey Bogart w scenie z filmu High Sierra (1941), od którego zaczęła się jego kariera w Hollywood

W 1941 przyjął główną rolę w gangsterskim heist noir High Sierra (reż. Raoul Walsh) po tym, jak odrzucili ją George Raft i Paul Muni. Film był adaptacją opublikowanej w 1940 powieści kryminalnej W.R. Burnetta. Scenariusz napisał John Huston razem z Burnettem. Aktor wcielił się w Roya „Mad Doga” Earle’a, kryminalistę zwolnionego warunkowo z więzienia, który powraca na drogę przestępczości. Udaje się do obozu w górach Sierra, gdzie wraz ze współpracownikami ma dokonać napadu na hotel i ukraść klejnoty. Funkcję producenta filmu sprawował Mark Hellinger, któremu nie udało się wynegocjować pierwszego miejsca w czołówce dla Bogarta. Hal B. Wallis był zdania, że zagrał on w zbyt wielu drugorzędnych produkcjach, by jego nazwisko mogło skutecznie przyciągnąć publiczność. Pierwsze miejsce otrzymała Ida Lupino, z którą Bogart rok wcześniej wystąpił w dramacie noir Nocna wyprawa (reż. Raoul Walsh). Z uwagi na kłopoty małżeńskie i niepewność co do dalszej kariery, w trakcie realizacji nadużywał alkoholu i wielokrotnie kwestionował scenariusz.
Według biografów to High Sierra a nie Skamieniały las był rzeczywistym zwrotem w karierze Bogarta. W momencie wejścia na ekrany kin film Walsha okazał się przebojem w Stanach Zjednoczonych; inne studia, w tym Fox Film Corporation i Metro-Goldwyn-Mayer, zabiegały o wypożyczenie aktora, gwarantując mu pierwsze miejsce w czołówce. Bogarta chciano także zaangażować do sztuk radiowych, reklam różnych produktów oraz spotkań z widzami. High Sierra oznaczała również zmierzch ery gatunku filmu gangsterskiego, w obliczu zbliżającego się realnego zagrożenia II wojną światową.
Kolejną produkcją Bogarta był dramat Cyrkowe wozy (1941, reż. Ray Enright), w którym wcielił się w Nicka Costera, właściciela nędznego wędrownego cyrku. Partnerowali mu Joan Leslie oraz Eddie Albert. Podczas premiery w nowojorskim Strand Theatre film wygwizdano. W ocenie Kanfera Cyrkowe wozy były „dnem” i najgorszym etapem kariery Bogarta dla Warner Bros. Recenzent „The New York Timesa” wyrażał negatywną opinię, pisząc, że „nic nie można powiedzieć na temat tej nieoryginalnej historii, Bogart jest wciśnięty w absurdalnie pompatyczną rolę łajdaka. Z wyjątkiem lwa i pana Alberta Cyrkowe wozy są tanie, krzykliwe i prymitywne”.
W 1941 aktor miał wystąpić w filmie noir We mgle (reż. Anatole Litvak), mając pozytywne wspomnienia ze współpracy z Lupino podczas High Sierra, lecz aktorka odmówiła wspólnej gry, wskutek czego Warner Bros. zaangażowało Johna Garfielda. Studio zatrudniło Bogarta do obsady filmu Wysokie napięcie (reż. Raoul Walsh) z George’em Raftem i Marlene Dietrich. W wyniku zakulisowej gry prowadzonej przez Rafta, aktor został usunięty z zespołu, a w jego miejsce angaż otrzymał Edward G. Robinson. Wytwórnia dołączyła Bogarta do obsady westernu Bad Men of Missouri (1941, reż. Ray Enright). Po przeczytaniu scenariusza aktor wystosował telegram do działu castingu w Warner Bros., odmawiając gry. Wypłynął w rejs na swoim jachcie „Sluggy”. Wytwórnia, w wyniku braku możliwości skontaktowania się z nim, zawiesiła go w obowiązkach, a Jack L. Warner wstrzymał wypłacanie mu pensji.

#### Sokół maltański

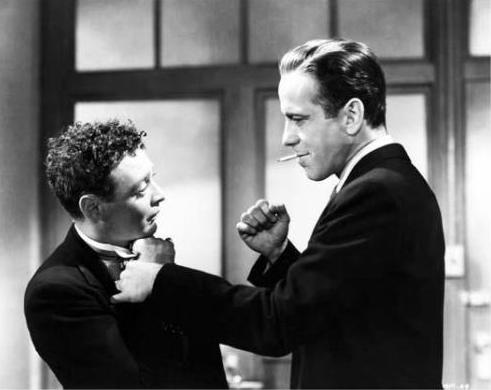
Peter Lorre i Humphrey Bogart w filmie Sokół maltański (1941)

Po upływie dwóch miesięcy, za wstawiennictwem dziennikarki Louelli Parsons, Warner Bros. przywróciło Bogarta na listę płac. Otrzymał angaż do nowego filmu wytwórni – będącego adaptacją powieści Dahiella Hammetta z 1930 – Sokół maltański (reż. John Huston). Główną obsadę uzupełnili: laureatka nagrody Akademii Filmowej Mary Astor, Peter Lorre, mający na swoim koncie występy u Alfreda Hitchcocka i Fritza Langa, Barton MacLane, Sydney Greenstreet i Ward Bond. Bogart wcielił się w cynicznego prywatnego detektywa Sama Spade’a, który podejmuje się wyjaśnienia zagadki zniknięcia niewielkiego posągu przedstawiającego sokoła. Krytycy komplementowali film, jak i kreację aktora; Bosley Crowther z „The New York Timesa” twierdził, że „pan Bogart jest sprytnym twardym detektywem o umyśle przenikliwym i ostrym jak brzytwa”. Z kolei tygodnik „Time” wyrażał przekonanie, że aktor „dał przedstawienie swojego życia”. Sokół maltański, którego budżet wyniósł 381 tys. dolarów, przyniósł niespełna 2 miliony zysku (1,8 mln dol.) w box offisie, a jego popularność rosła w ciągu następnych sześciu–dziesięciu lat. Astor wspominała, że „techniczne możliwości Bogarta były świetne. Trzymał resztę aktorów w najwyższej gotowości, bo słuchał, co mówią, przyglądał się, patrzył na nich. Nigdy nie traktował nikogo z góry, grając sam dla siebie”. „[Sokół maltański] jest to praktycznie arcydzieło. Nie mam wielu rzeczy, z których jestem dumny… ale ten jest jednym z nich” – przyznawał aktor.
W 1942 wystąpił w roli Alfreda „Glovesa” Donahue w komediodramacie Poprzez noc (reż. Vincent Sherman). Przyjął ofertę z uwagi na atrakcyjność obsady i aby wypełnić kontrakt. Fabuła opowiadała o losach hazardzisty (Bogart), który natrafia na spisek nazistów. Film nie odniósł większego sukcesu, głównie z uwagi na początek zaangażowania Stanów Zjednoczonych w II wojnę światową. W opiniach uznano go za trywialny i obraźliwy. Korzystając z rozpoznawalności aktorów i sukcesu Sokoła maltańskiego, Warner Bros. zaangażowało Astor, Bogarta i Greenstreeta do obsady dramatu szpiegowskiego Przez Pacyfik (reż. John Huston). Nie odniósł on oczekiwanego sukcesu, a zdaniem Kanfera „fabuła była krucha i napakowana propagandą”.

#### Casablanca
Komercyjny sukces Sokoła maltańskiego sprawił, że Bogart stał się jedną z głównych gwiazd studia, inkasując 2 tys. 750 dolarów co tydzień. Broadwayowski felietonista określał go mianem „ulubionego chłopca Hollywood”. Zakupiwszy za 20 tys. dolarów prawa do ekranizacji sztuki Everybody Comes to Rick’s z 1940, wytwórnia przystąpiła do pracy nad scenariuszem, a producent Hal B. Wallis w głównej roli męskiej widział Bogarta. Do roli Ilsy Lund zaangażowano Ingrid Bergman. Fabuła melodramatu noir Casablanca (reż. Michael Curtiz) skupiała się na osobie Ricka Blaine’a (Bogart), właściciela ekskluzywnego nocnego klubu i szulerni, który spotyka swoją miłość sprzed lat, Ilsę Lund, będącą żoną działacza czechosłowackiego ruchu oporu Victora Laszlo (Paul Henreid). Scenariusz był nieustannie poddawany przeróbkom, a filmowi do ostatnich dni zdjęciowych brakowało zakończenia, przez co aktorzy odczuwali podenerwowanie. Relacje między Bogartem – który nie chciał roli w romansie – a Bergman były chłodne. Aktorka wspominała, że „pocałowałam go, ale nigdy nie poznałam”. Wypowiedź ta odnosiła się do jego trybu pracy, który przychodził na plan przygotowany, a po ustalonej godzinie kończył dzień pracy i wracał do domu. Zwykle przyznawał, że jedyne, co jest winny publiczności to dobry występ. Z uwagi na niższy wzrost, w kilku scenach z Bergman nosił buty na podwyższeniu. Wielokrotnie dyskutował nad scenariuszem z reżyserem oraz pomagał aktorom w przygotowaniu się do danej sceny.
Premiera Casablanki odbyła się 26 listopada, w Dniu Dziękczynienia 1942, zbierając w większości pochlebne recenzje. „Time” wyrażał mieszaną opinię, uznając, że Bogart „wyglądał jak Buster Keaton grający Paula Gauguina”. Do szerokiej dystrybucji film trafił w styczniu 1943, tydzień po konferencji w Casablance. Recenzent „The Film Daily” pisał, że „ten film Warnerów powinien być bombową sensacją dla publiczności w całym kraju”. Casablanca, przy budżecie wynoszącym nieco ponad milion dolarów, przyniosła na początku ponad trzykrotne zyski w box offisie. Za kreację Ricka Blaine’a Bogart otrzymał pierwszą w swojej karierze nominację do nagrody Akademii Filmowej w kategorii dla najlepszego aktora pierwszoplanowego, przegrywając rywalizację z Paulem Lukasem, który zdobył statuetkę za występ w dramacie Straż nad Renem (reż. Herman Shumlin). Casablancę uhonorowano w kategorii dla najlepszego filmu.
Kanfer pisał, że „kiedy 25 maja 1942 roku Bogart zaczął kręcić Casablankę, już był gwiazdą, chociaż jeszcze nie używano takich słów, by określić jego rangę. Gdy skończył – 1 sierpnia – był najważniejszym amerykańskim aktorem filmowym w tamtym czasie”. Sukces filmu spowodował, że stał się on największą gwiazdą studia, zarabiając ponad 460 tys. dolarów rocznie, dzięki czemu był najlepiej opłacanym aktorem na świecie.
Przekroczywszy wiek poborowy, Bogart nie mógł wziąć udziału w II wojnie światowej. Podobnie jak inni aktorzy, w tym Errol Flynn, został skierowany przez Warner Bros. do produkcji filmów wojennych, mających na celu ukazywanie bohaterstwa w ogniu walki. W Konwoju (1943, reż. Byron Haskin, Lloyd Bacon, Raoul Walsh) wcielił się w oficera Joe Rossiego, uczestnika wyprawy do Murmańska. Następnie wypożyczono go do studia Columbia Pictures, dla którego zrealizował wojenny film akcji Sahara (1943, reż. Zoltan Korda). Zagrał w nim dowódcę czołgu uciekającego przed wrogiem po bitwie o Tobruk. Kolejną produkcją aktora była Droga do Marsylii (1944, reż. Michael Curtiz). Wcielił się w niej w Jeana Matraca, francuskiego wydawcę oskarżonego o morderstwo, którego nie popełnił. Według Kanfera jedyną rozrywką Bogarta na planie były wspólne żarty z Peterem Lorre’em.

#### Mieć i nie mieć,Wielki sen

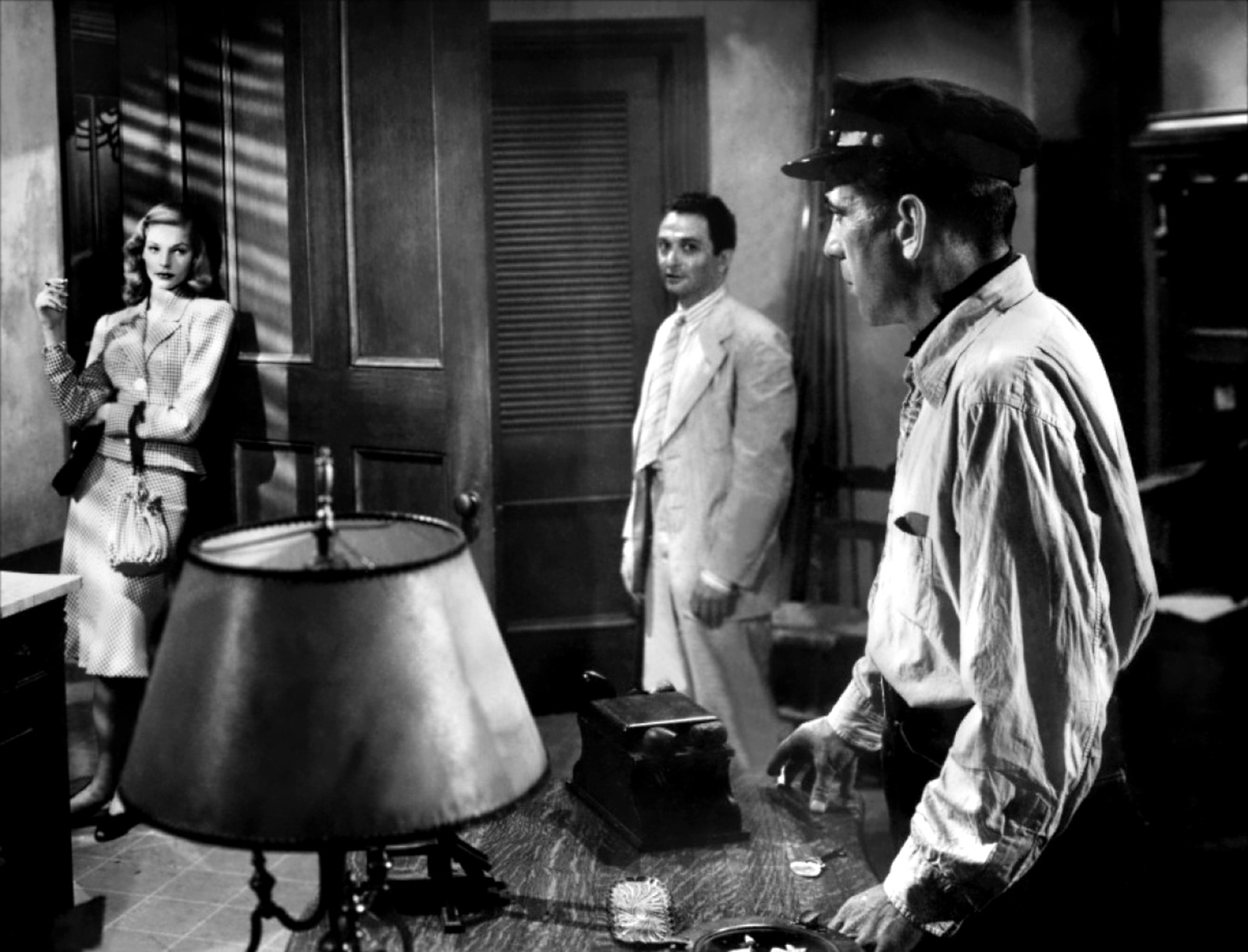
Lauren Bacall, Marcel Dalio i Bogart w filmie Mieć i nie mieć (1944)

W 1944 znalazł się – według giełdy właścicieli kin – wśród aktorów „robiących najlepszą kasę”. Jego następną produkcją był melodramat przygodowo-wojenny Mieć i nie mieć (reż. Howard Hawks), zekranizowany na podstawie opublikowanej w 1937 powieści o tym samym tytule Ernesta Hemingwaya. W obsadzie znaleźli się również Walter Brennan, Hoagy Carmichael, Marcel Dalio, Dan Seymour oraz 19-letnia ówcześnie Lauren Bacall. Bogart wcielił się w Harry’ego Morgana, właściciela niewielkiej fregaty, który w trakcie II wojny światowej pomaga w przetransportowaniu kilku członków francuskiego ruchu oporu. Mimo początkowych obaw aktora, dotyczących różnicy wieku dzielącej go z Bacall (dwudziestu pięciu lat), film okazał się sukcesem, zdobywając entuzjastyczne recenzje – porównywano go do Casablanki, a kreację Bacall uznano za najmocniejszą rolę zagraną przez kobietę od czasów Grety Garbo i filmu Ninoczka (1939, reż. Ernst Lubitsch). Umocnił również pozycję Bogarta jako głównej gwiazdy Warner Bros.

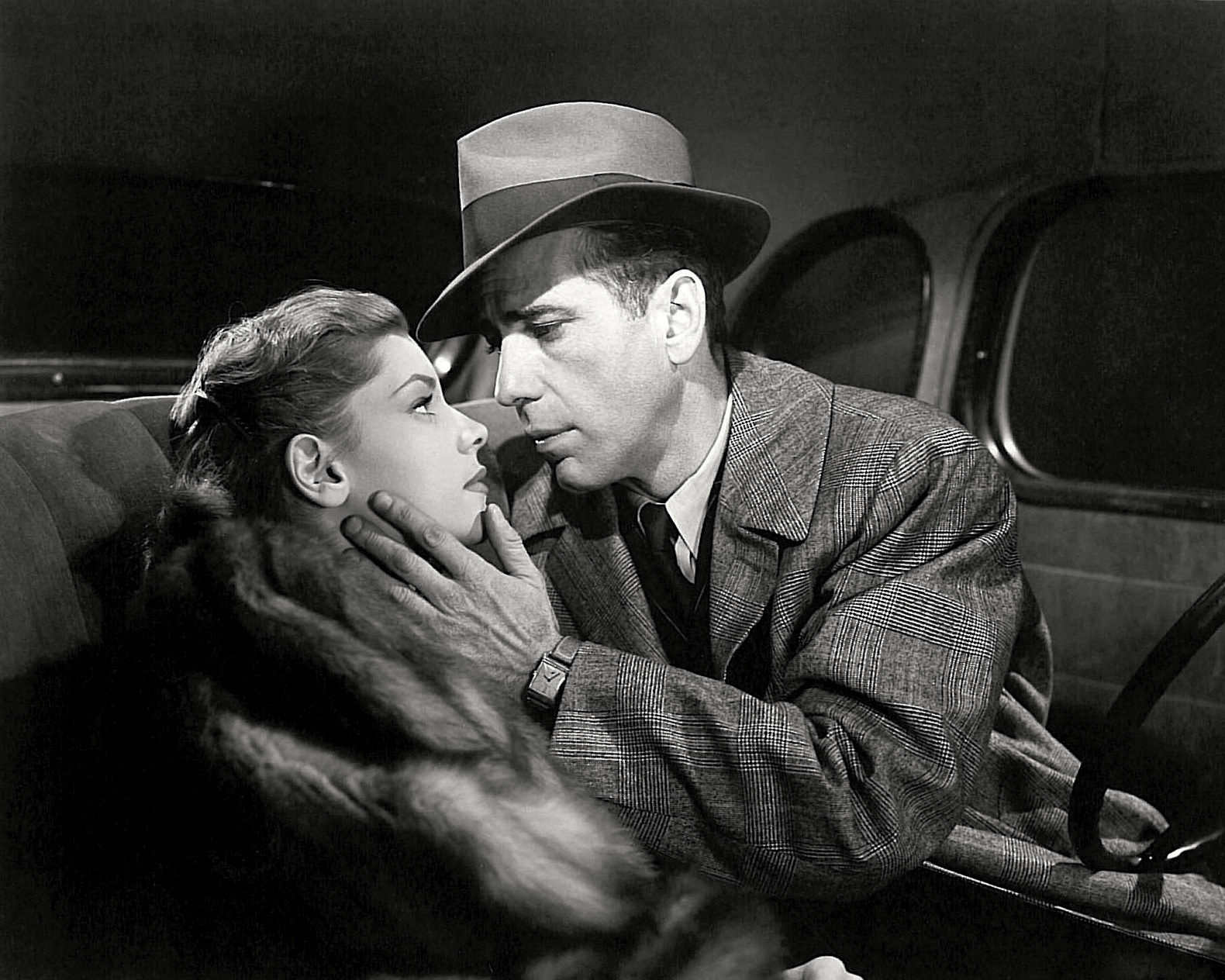
Lauren Bacall i Humphrey Bogart w filmie Wielki sen (1946)

Dwa lata później Bogarta i Bacall zaangażowano do głównych ról w kryminale noir Wielki sen (reż. Howard Hawks), będącym ekranizacją powieści Głęboki sen autorstwa Raymonda Chandlera z 1939. Początkowo wyrażał on zadowolenie z zatrudnienia aktora do roli prywatnego detektywa Philipa Marlowe’a, pisząc do brytyjskiego wydawcy, że „Bogart potrafi być twardzielem bez broni. Poza tym ma poczucie humoru, które zawiera w sobie zgrzytliwy ton pogardy”. Fabuła filmu przedstawiała losy detektywa (Bogart), który wynajęty do prowadzenia sprawy dotyczącej szantażu, przypadkowo natrafia na trop afery. Wielki sen został entuzjastycznie przyjęty; w recenzjach chwalono między innymi siłę duetu Bogart–Bacall, choć część krytyków zarzucała mu zbyt skomplikowaną historię.
Nowy kontrakt Bogarta z Warner Bros. gwarantował mu pensję rzędu 200 tys. dolarów, jeden projekt rocznie w macierzystej wytwórni, prawo do zatwierdzania reżysera i scenariusza oraz możliwość występu jeden raz do roku w filmie dla innego studia. Pod koniec 1946 zainkasował 467 tys. dolarów, będąc najlepiej opłacanym aktorem na świecie. Kolejne dwa filmy Bogarta – oba z 1947 – Śmiertelne porachunki (reż. John Cromwell) i The Two Mrs. Carrolls (reż. Peter Godfrey), przeszły bez większego zainteresowania. W pierwszym z nich, zrealizowanym dla Columbia Pictures, aktorowi partnerowała Lizabeth Scott. Krytycy oceniali go negatywnie, zarzucając mu zbyt duże podobieństwo do Sokoła maltańskiego (a w niektórych przypadkach wręcz skopiowanie dialogów). W kryminalnym dramacie noir The Two Mrs. Carrolls Bogart wcielił się malarza zmagającego się z trudnościami, który morduje swoją pierwszą żonę (Alexis Smith) i zamierza dokonać zabójstwa drugiej kobiety, z którą się żeni (Barbara Stanwyck). Film nie znalazł uznania w oczach krytyków i publiczności. W recenzjach pisano, że „[Bogart] jest tak samo nieprzekonujący w roli artysty co szaleńca czy mordercy”.

#### Mroczne przejście,Skarb Sierra Madre
Trzecią produkcją Bogarta i Bacall był dreszczowiec noir Mroczne przejście z 1947 (reż. Delmer Daves), opowiadający historię Vincenta Parry’ego (Bogart), który zostaje wrobiony w morderstwo żony. Nie bacząc na konsekwencje, decyduje się na ucieczkę z więzienia San Quentin, aby odnaleźć rzeczywistego sprawcę zbrodni. Poddaje się operacji plastycznej, by zmylić organy ścigania. Niewinnie ściganemu pomaga Irene Jansen (Bacall). Przez większą część filmu bohater kreowany przez Bogarta występował w zabandażowanej twarzy, co aktor komentował w żartobliwym tonie: „Już słyszę, jak Jack L. Warner wrzeszczy, że płaci mi tyle pieniędzy za grę, a nikt nie zobaczy mnie przez jedną trzecią filmu”. Mimo dużych wysiłków, Mroczne przejście było, według Kanfera, „niczym się niewyróżniającym produkcyjniakiem typu noir”.

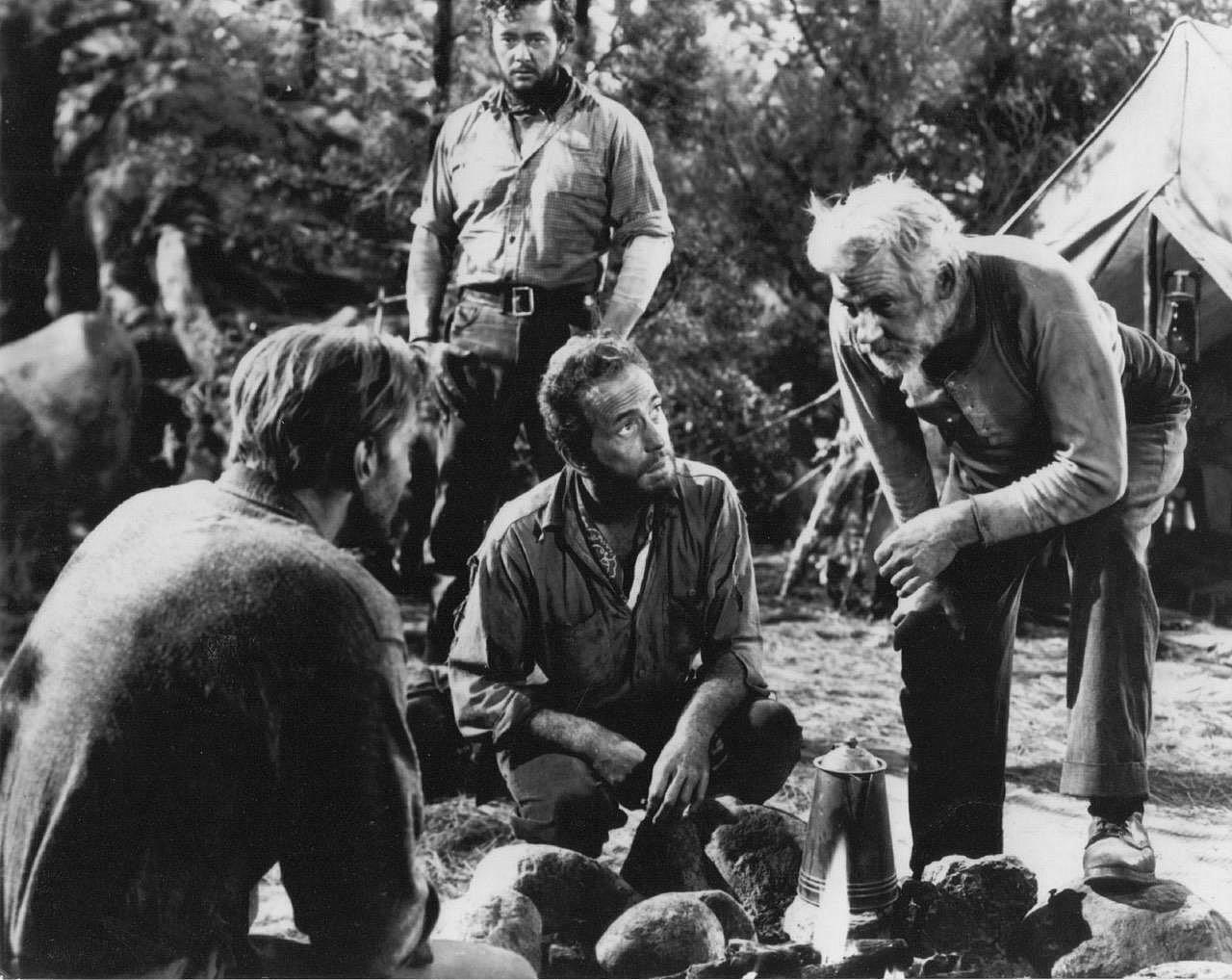
Humphrey Bogart i Walter Huston w filmie Skarb Sierra Madre (1948)

W 1948 zagrał w dramacie przygodowym z elementami westernu Skarb Sierra Madre (reż. John Huston), opartym na powieści pióra B. Travena z 1927. Na planie partnerowali mu Walter Huston (ojciec reżysera), Tim Holt i Bruce Bennett, a zdjęcia nagrywano w Tampico w okresie upalnego lata (dla zwiększenia realizmu), przez co jego realizacja była wyczerpująca. Bogart wcielił się w opętanego gorączką złota Freda C. Dobbsa – która bywa określana jako najtrudniejsza rola w jego karierze. Przyjął ofertę udziału, chcąc zmienić dotychczasowy wizerunek i zaprezentować w pełni swoje możliwości. Fabuła Skarbu Sierra Madre przedstawiała losy dwóch poszukiwaczy przygód (Bogart, Holt), którzy za namową Howarda (Huston) rozpoczynają poszukiwania złota. Bogart cenił sobie możliwość gry z Hustonem seniorem, podkreślając, że „prawdopodobnie jest [on] jedynym wykonawcą w Hollywood, z którym chętnie stracę scenę”. W momencie premiery Skarb Sierra Madre uzyskał pozytywne recenzje; Bosley Crowther oceniał, że „gra Bogarta w tym filmie jest prawdopodobnie najlepsza i najbogatsza, jaką kiedykolwiek zaprezentował”. Z kolei James Agee na łamach „Time’a” pisał, że aktor „nie może całkowicie wyeliminować istnienia Humphreya Bogarta, ale zrobił szlachetny wysiłek w tym kierunku i była to bez wątpienia najlepsza robota w jego karierze”.
Pomimo pozytywnych recenzji prasowych i zdobycia trzech nagród Akademii Filmowej (najlepszy reżyser, najlepszy aktor drugoplanowy i najlepszy scenariusz adaptowany), Skarb Sierra Madre zanotował przeciętny wynik finansowy w box offisie. W opinii Bogarta był to „inteligentny scenariusz, pięknie wyreżyserowany – coś innego – a publiczność nie wyraziła nim większego zainteresowania”.

#### Koralowa wyspa

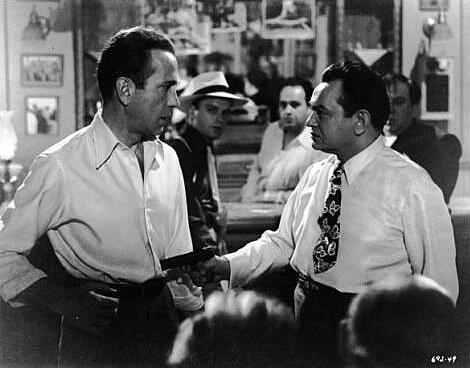
Bogart i Edward G. Robinson w filmie Koralowa wyspa (1948)

Do gatunku noir powrócił w Koralowej wyspie (1948, reż. John Huston), będącej ekranizacją broadwayowskiej sztuki Maxwella Andersona z 1939. Wcielił się we Franka McClouda, weterana II wojny światowej z okresu kampanii włoskiej, który zatrzymuje się w hotelu na wyspie Key Largo na Florydzie. W tym samym miejscu zostaje uwięziony przez huragan szef świata kryminalnego Johnny Rocco (Edward G. Robinson). Obsadę filmu uzupełnili Lauren Bacall, Lionel Barrymore, Claire Trevor oraz Thomas Gomez. Koralowa wyspa zebrała przychylne recenzje, a także cieszyła się większym powodzeniem w box offisie niż poprzednia produkcja duetu Bogart–Huston, Skarb Sierra Madre.

#### Santana Productions (1948–1955)
W 1948 Bogart, wspólnie ze scenarzystą Robertem Lordem, zawarł umowę z Harrym Cohnem, ówczesnym szefem Columbia Pictures, i utworzył firmę producencką Santana Productions, którą nazwano tak samo jak łódź aktora, wykorzystaną w Koralowej wyspie. Pierwszą produkcją Santany był kryminalny dramat sądowy Pukać do każdych drzwi z 1949 (reż. Nicholas Ray). John Derek partnerował Bogartowi w głównej roli. Film zebrał mieszane recenzje. Kolejnym projektem był kryminał noir Tokyo Joe (reż. Stuart Heisler). Aktor nie chciał lecieć do stolicy Japonii wskutek czego zastępował go dubler, a na etapie montażu łączono pasujące ze sobą ujęcia. Film Heislera otrzymał negatywne opinie, w których przeważały stwierdzenia, że jest on nieudolną kopią Casablanki.

### Lata 50.
Początek lat 50. był spadkiem zainteresowania twórczością Bogarta. Za awanturę w klubie El Morocco, wywołaną pod wpływem alkoholu, Warner Bros. obsadziło go w 1950 w dwóch drugorzędnych obrazach – przygodowym dramacie akcji Chain Lightning (reż. Stuart Heisler) i w kryminale noir Strażnik prawa (reż. Bretaigne Windust, premiera w 1951). Obie produkcje otrzymały negatywne recenzje, a historyk filmu Jonathan Coe, odnosząc się do Strażnika prawa, podkreślał, że  „to jest jeden z niewielu filmów Bogarta, który prawdopodobnie byłby równie dobry z inną gwiazdą obsadzoną w roli głównej”. Sytuacji nie poprawił wyprodukowany przez Santana Productions noir Sirocco z 1951 (reż. Curtis Bernhardt), w którym Bogart wcielił się w przemytnika broni Harry’ego Smitha. Partnerowała mu Märta Torén. Krytycy uznali Sirocco za parodię filmów aktora. Bogart również wyrażał niechęć do niego, twierdząc, że „oczywiście był paskudny”.

#### Pustka,Afrykańska królowa

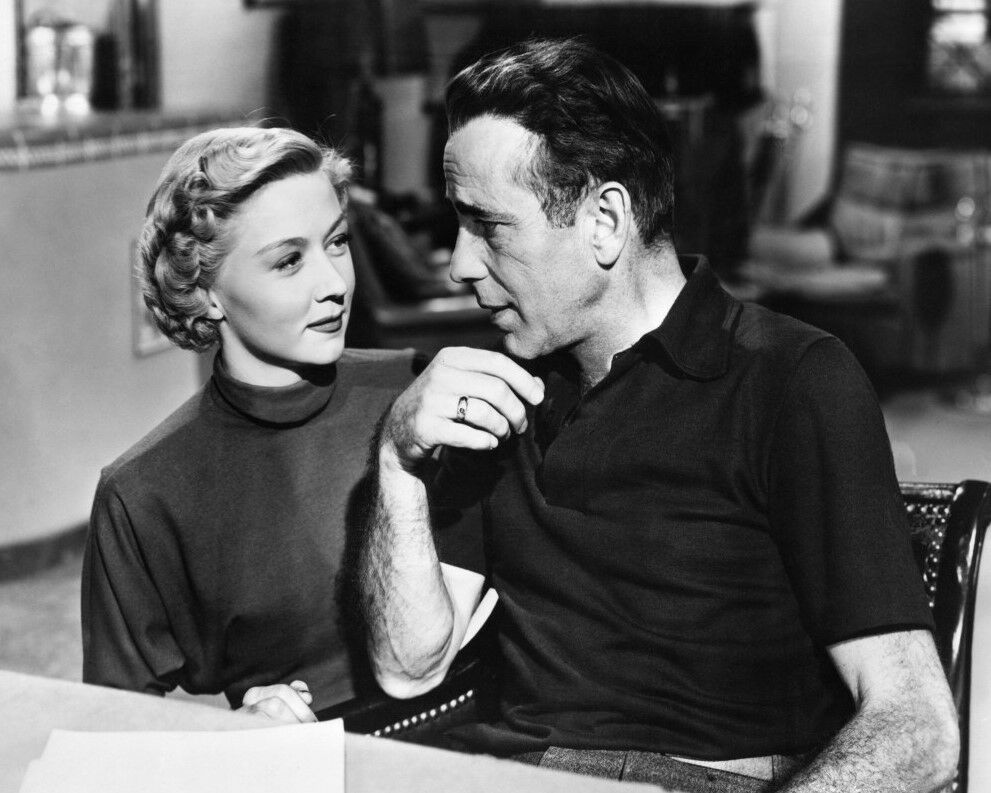
Gloria Grahame i Humphrey Bogart w filmie Pustka (1950)

Kolejnym etapem kariery był występ w dramacie noir Pustka (1950, reż. Nicholas Ray), w którym stworzył kreację cynicznego i skonfliktowanego ze środowiskiem scenarzysty filmowego Dixona Steele’a, oskarżonego o morderstwo szatniarki (Martha Stewart). Alibi zapewnia mu sąsiadka Laurel Gray (Gloria Grahame). Kanfer wyrażał przekonanie, że Ray „wycisnął z Humphreya ostatnie soki, aż z gwiazdy ponownie zrobił artystę”, ponieważ był to dla aktora nowy typ roli, bardziej dojrzały niż Sam Spade i jeszcze bardziej skomplikowany niż Fred C. Dobbs. Zarówno biografowie, jak i Louise Brooks twierdzili, że Steele miał wiele wspólnego z prawdziwym wcieleniem Bogarta, ponieważ „doskonale definiował osobistą izolację Humphreya wśród ludzi. W Pustce miał okazję zagrać bohatera jako złożoną jednostkę, ponieważ duma scenarzysty ze swojej sztuki, jego egoizm, pijaństwo, brak energii potęgowany jeszcze nagłymi napadami szału były także udziałem prawdziwego Bogarta”. Pustka otrzymała zróżnicowane recenzje, w których była opisywana jako „bogartowski melodramat, który strasznie długo dochodzi do sedna sprawy”. Bosley Crowther z „The New York Timesa” przyznawał, że „Bogart dominuje na ekranie kinoteatru Paramountu i porusza się bezbłędnie przez scenariusz, który jest prawie tak kamienny jak sam aktor”. Zdaniem Kanfera Pustka miała istotne znaczenie dla Bogarta, ponieważ „po raz pierwszy od ponad roku naprawdę zagrał rolę, zamiast przez nią przejść”.

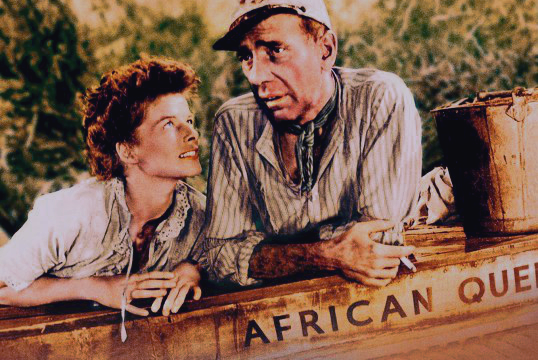
Katharine Hepburn i Bogart w filmie Afrykańska królowa (1951)

W 1951 został zaangażowany do filmu przygodowego Afrykańska królowa (reż. John Huston) z elementami komedii oraz romansu. W głównej roli partnerowała mu Katharine Hepburn. Para aktorów ceniła sobie współpracę na planie. Fabuła przedstawiała losy kawalera i łowcy przygód Charliego Allnuta (Bogart), który decyduje się przewieźć na swej łodzi Rose Sayer (Hepburn), siostrę zmarłego pastora (Robert Morley). Wkrótce obydwoje napotykają wojska niemieckie. Gaża Bogarta wyniosła 125 tys. dolarów, plus gwarancję trzydziestu procent brutto od całej sumy. Część zdjęć realizowano na terenie Konga Belgijskiego, gdzie panowały ekstremalne warunki (upały). Bogart i Huston – jako jedni z nielicznych – nie zachorowali w trakcie realizacji, jedząc posiłki jedynie z puszki i popijając piwem lub szkocką whisky. Jak wspominał aktor: „Solidny mur z whisky trzyma robactwo na odległość”. Współpraca przebiegała bez zakłóceń, poza sceną, w której Bogart kategorycznie odmówił przystawienia do swojego ciała jakiejkolwiek żywej pijawki. W konsekwencji na planie użyto gumowych atrap.
Premiera Afrykańskiej królowej odbyła się w lutym w Nowym Jorku, otrzymując entuzjastyczne recenzje, głównie od przedstawicieli prasy brytyjskiej. W ocenie Bosleya Crowthera film był „kawałem fajnej roboty – kinowego kpiarstwa”. Krytycy chwalili kreacje Bogarta i Hepburn, a postać Allnuta wyróżniali za urok i szorstkość. W ocenie Kanfera odtwórcy głównych ról „grali do granic swoich możliwości”. Rola poszukiwacza przygód przyniosła Bogartowi pierwszą statuetkę nagrody Akademii Filmowej w kategorii dla najlepszego aktora pierwszoplanowego – w rywalizacji o nią pokonał Arthura Kennedy’ego, Fredrica Marcha, Marlona Brando i Montgomery’ego Clifta. Kreację w Afrykańskiej królowej Bogart uważał za najlepszą w swojej karierze. Adaptacja powieści C.S. Forestera z 1935 była pierwszym filmem w jego dorobku, zrealizowanym w technicolorze.
W 1952 Bogart nawiązał współpracę z Richardem Brooksem, występując w roli Eda Hutchesona, redaktora naczelnego miejskiej gazety „Day”, w dramacie kryminalnym Ostatni termin, którego akcja toczyła się w kręgach wydawniczo-dziennikarskich. Rok później zagrał w filmie Pobij diabła, będącego ostatnią produkcją duetu Bogart–Huston. Do pozostałych ról zaangażowano Jennifer Jones, Ginę Lollobrigidę, Roberta Morleya oraz Petera Lorre’a. Finalną wersję scenariusza napisał Truman Capote. Bogart początkowo często szydził z homoseksualizmu Capote’a, lecz później obydwaj nawiązali bliską przyjaźń.  Pobij diabła otrzymał mieszane recenzje, choć „The New Yorker” i „Time” uważali go za dobrą rozrywkę. Po latach przyniósł zyski i doczekał się statusu kultowego, a według krytyka Rogera Eberta był utrzymany w stylistyce kampowej, nieznanej w czasach, kiedy powstawał.

#### Bunt na okręcie,Sabrina

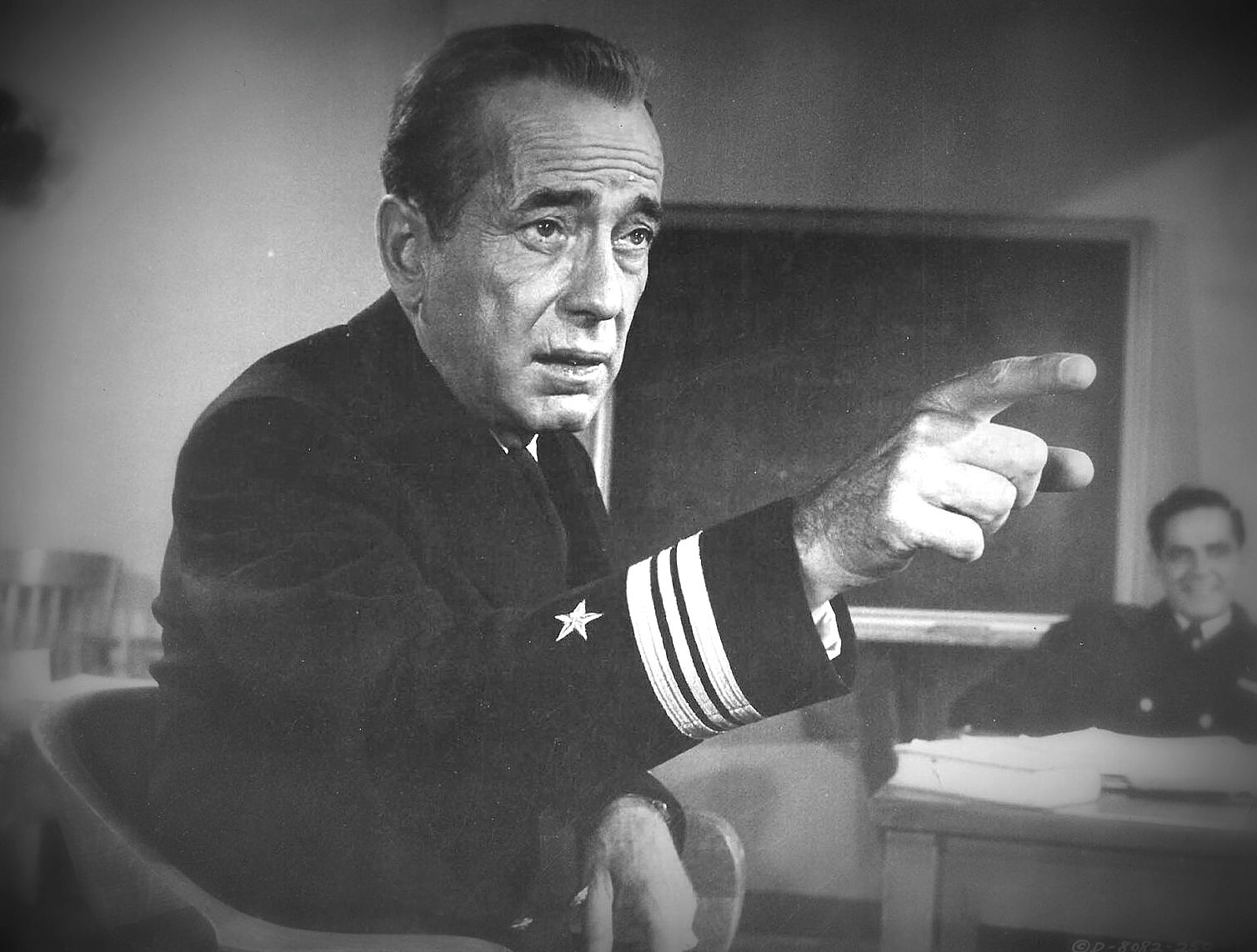
Humphrey Bogart jako komandor porucznik Philipp Francis Queeg w scenie z filmu Bunt na okręcie (1954)

Aby przyjąć rolę komandora porucznika Philippa Francisa Queega w dramacie wojennym studia Columbia Pictures Bunt na okręcie z 1954, Bogart zgodził się na mniejszą gażę w stosunku do swej zwyczajowej stawki wynoszącej 200 tys. dolarów. Reżyserem filmu, będącego ekranizacją powieści Hermana Wouka z 1951, został Edward Dmytryk. W ocenie biografów bohater kreowany przez Bogarta odzwierciedlał w pewnym stopniu postaci, w które wcielał się w Sokole maltańskim, Casablance i w Wielkim śnie – ostrożny samotnik, który nikomu nie ufa – lecz pozbawiony ciepła oraz humoru. Zdaniem Kanfera aktor wykorzystał doświadczenie z czasów służby w marynarce wojennej i wiedzę o ludzkich relacjach, które miał okazję obserwować z bliska. „The Hollywood Reporter” oceniał jego grę jako „przedstawienie wzbudzające nieskończoną litość”, które będzie „wysoko punktowane w historii gry filmowej”. 7 czerwca 1954 zdjęcie Bogarta z pracy na planie Buntu na okręcie zamieszczono na okładce tygodnika „Time”. W artykule zatytułowanym The Survivor autor pisał, że [Bogart] na przestrzeni wielu lat nabrał pretensjonalnej pewności siebie i dobrze opanował warsztat, „nadając Queegowi nawyki i wygląd oficera stanowczego i zdecydowanego, a potem stopniowo odkrywającego człowieka, duszącego w sobie krzyk”.
Za kreację Philippa Francisa Queega uzyskał trzecią (i ostatnią w swojej karierze) nominację do nagrody Akademii Filmowej w kategorii dla najlepszego aktora pierwszoplanowego, przegrywając z Marlonem Brando, który otrzymał statuetkę za rolę Terry’ego Malloya dramacie kryminalnym Na nabrzeżach (reż. Elia Kazan).

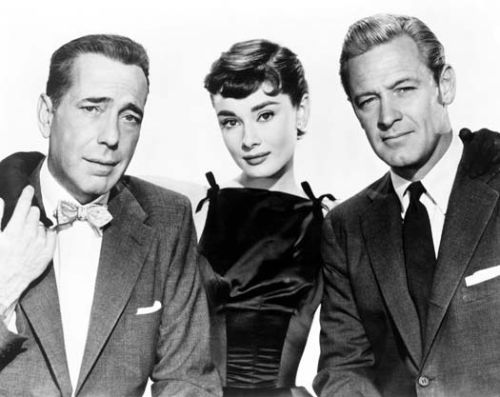
Bogart, Hepburn i Holden na fotosie z filmu Sabrina (1954)

W tym samym roku, w wieku 55 lat, Bogart wystąpił w swojej pierwszej komedii romantycznej Sabrina (reż. Billy Wilder). Pierwotnie do roli Linusa Larrabee został wybrany Cary Grant, lecz odrzucił on możliwość udziału w filmie. Bogart, wiedząc, że nie jest pierwszym wyborem, miał opory przed przyjęciem oferty. Dał się przekonać za namową dwóch agentów, Irvinga Paula Lazara i Sama Jaffe, oraz gaży wynoszącej jego stawkę zwyczajową (200 tys. dolarów). Na planie partnerowała mu Brytyjka Audrey Hepburn i William Holden.
Fabuła przedstawiała losy braci Larrabee – Linusa i Davida (Bogart, Holden), którzy zakochują się w Sabrinie (Hepburn), córce szofera (John Williams) zamożnej rodziny. W trakcie zdjęć Bogart wielokrotnie kwestionował sens scenariusza i wdawał się w kłótnie z reżyserem; lekceważąco wypowiadał się o Hepburn („była w porządku, jeśli kogoś bawi czterdzieści siedem dubli”), uznając za niestosowne grę z dużo młodszą aktorką (która była pięć lat młodsza od Bacall). Ze względu na skłonność do romansów, nazywał Holdena hipokrytą, który z kolei wypominał mu alkoholizm. Wildera oskarżał o faworyzowanie Hepburn i Holdena na planie i poza nim. Określał go jako apodyktycznego i twierdził, że „jest rodzajem pruskiego Niemca ze szpicrutą. Jest typem reżysera, z którym nie lubię pracować… Film to kupa gówna. Mam dość tego, kto dopadnie Sabrinę”. Mimo konfliktowych warunków pracy, Sabrina okazała się sukcesem komercyjnym, a zdaniem Bosleya Crowthera z „The New York Timesa” Bogart był „niesamowicie zręczny. Umiejętność, z jaką ten stary, stanowczy aktor łączy gagi i takie dwulicowości z męskim sposobem topnienia to jedna z nieobliczalnych radości widowiska”. W późniejszym czasie aktor i Wilder pogodzili się, lecz nigdy więcej nie pracowali razem.

### Schyłek kariery

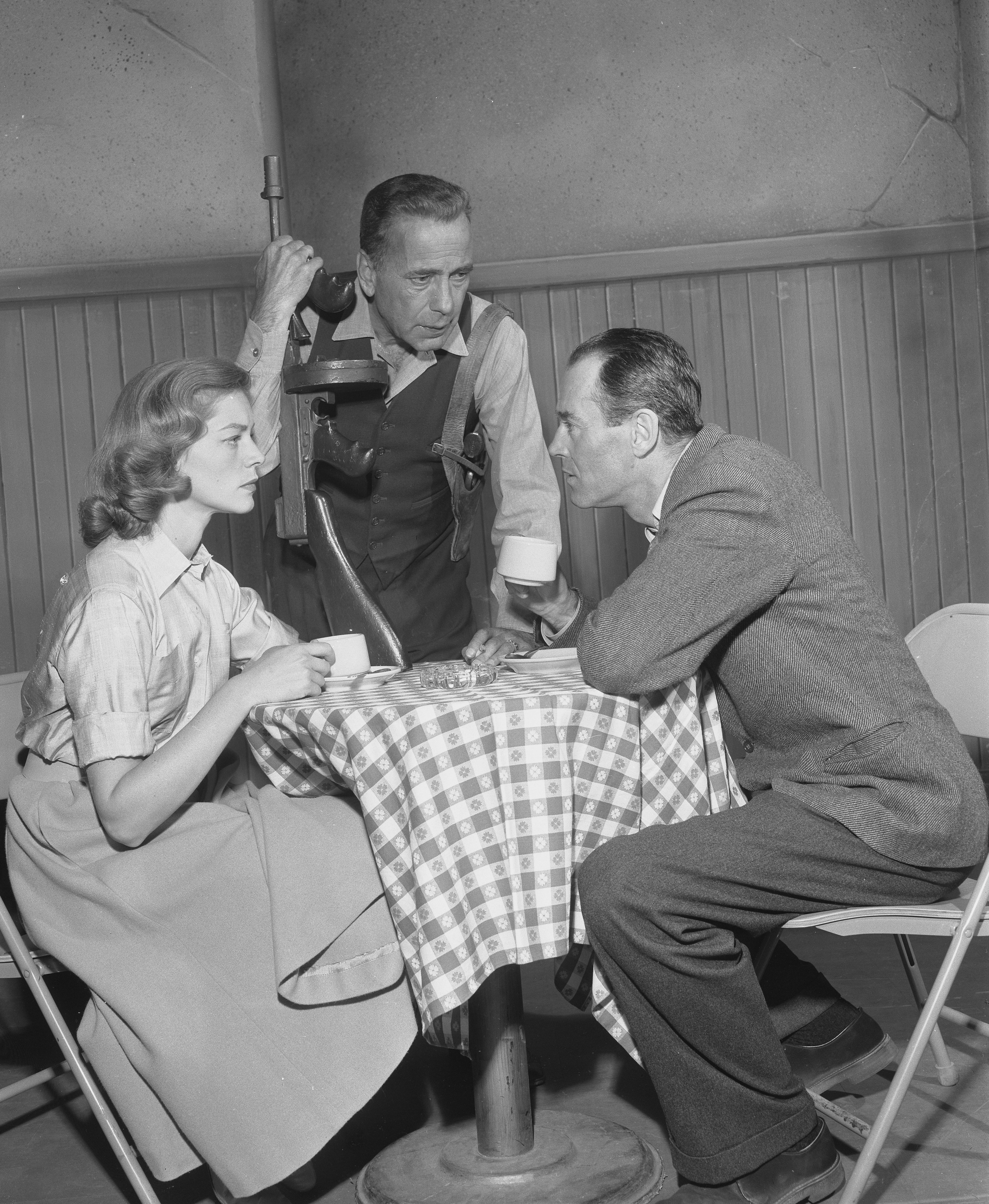
Humphrey Bogart, Lauren Bacall i Henry Fonda w telewizyjnej wersji Skamieniałego lasu (1955)

U schyłku kariery wystąpił w nagrywanym w Rzymie dramacie Bosonoga Contessa (1954, reż. Joseph L. Mankiewicz), będącym fikcyjną biografią hiszpańskiej aktorki Marii Vargas (Ava Gardner). Wcielił się w Harry’ego Dawesa, cynicznego i wypalonego reżysera-narratora, znajdującego się w zawodowym dołku. Jego współpraca z Gardner miała konfliktowy przebieg; Bogart był poirytowany niedoświadczonym występem aktorki (wpływ na ich relacje mógł mieć fakt, że zerwała ona z jego bliskim przyjacielem, Frankiem Sinatrą). W recenzjach chwalono go jako najmocniejszy punkt całego filmu. Przygaszająca kariera i wiek potęgowały w nim depresję i nadużywanie alkoholu. Będąc rozczarowanym otrzymywanymi scenariuszami, nosił się z zamiarem zakończenia występów na dużym ekranie. Pod koniec roku Bogart sprzedał Santana Productions Columbia Pictures za kwotę miliona dolarów. Całą sumę przeznaczył na zabezpieczenie przyszłości swojej żony i dwójki dzieci.
W 1955 Paramount zaangażowało aktora do roli czarnego charakteru Glenna Griffina w filmie noir Godziny rozpaczy (reż. William Wyler). Bogart chciał, aby na planie partnerował mu Spencer Tracy, lecz aktor zdecydował się na występ w dreszczowcu Czarny dzień w Black Rock (reż. John Sturges). W jego miejsce zaangażowano Fredrica Marcha. Historia filmu koncentrowała się na trzech zbiegłych przestępcach z więzienia (Bogart, Dewey Martin, Robert Middleton), ukrywających się w domu rodziny Hillardów. Godziny rozpaczy były rozczarowaniem, choć w recenzjach komplementowano aktorów i reżysera. Filmowi zarzucano brak emocji i przesadną teatralność.
W 1955 Bogart wystąpił w dramacie przygodowym Lewa ręka Pana Boga (reż. Edward Dmytryk). Na polecenie Darryla F. Zanucka przerobiono scenariusz tak, by główny bohater był „cyniczny, bezwzględny i nieco bardziej gorzki”. Bogart wykreował postać rzymskokatolickiego księdza Jima Carmody’ego, który w ogarniętych wojna domową Chinach włącza się w wysiłki misjonarzy. Wkrótce zakochuje się w owdowiałej pielęgniarce. Do pozostałych ról wytwórnia zaangażowała Gene Tierney, Lee J. Cobba, Agnes Moorehead i E.G. Marshalla. Na planie Bogart wspierał zmagającą się z ciężką depresją Tierney, która w 1943 urodziła dziecko z poważnymi wadami. Film otrzymał skrajnie negatywne recenzje, gdzie był opisywany m.in. jako „nieprzekonująca demonstracja nobilitacji renegata”. Krytycy podkreślali też, że aktor został źle obsadzony jako fałszywy ksiądz. Przedostatnią produkcją Bogarta była komedia kryminalna Nie jesteśmy aniołami (reż. Michael Curtiz), zrealizowana dla Paramountu. Za wstawiennictwem aktora do głównej roli kobiecej zaangażowano Joan Bennett, która zagrała panią domu, Amelie Ducotel. Fabuła przedstawiała losy trzech uciekinierów z więzienia (Bogart, Aldo Ray, Peter Ustinov), którzy napadają na dom kobiety. Krytycy w większości negatywnie oceniali film; „The New York Times” pisał, że zrobienie Nie jesteśmy aniołami w taki sposób było „przeraźliwym błędem”.
W maju 1955 Bogart wystąpił w telewizyjnej wersji Skamieniałego lasu, emitowanej w stacji NBC w programie Producers’ Showcase. Ponownie odtworzył kreację Duke’a Mantee. Partnerowała mu Lauren Bacall jako Gabriella, a także Henry Fonda w roli Alana Squiera. Całość wyreżyserował Delbert Mann. Mimo oznak choroby, kreację Bogarta chwalono; „Time” przyznawał, że był „zimny, zjadliwy oraz przekonująco władczy”, z kolei „Variety” uznał, że aktor został pokazany „w najlepszej formie, twardego rewolwerowca, zdolnego do morderstwa, znajdującego prymitywną przyjemność w sposobie, w jaki zakładnicy muszą wykonywać jego polecenia, miał zwierzęcy instynkt, jeśli chodzi o ratowanie własnej skóry”. Po pozytywnych recenzjach aktor zaczął otrzymywać kolejne propozycje telewizyjne, lecz wszystkie z nich odrzucił.
Ostatnim filmem w karierze Bogarta był dramat (noir) sportowy Tym cięższy ich upadek (reż. Mark Robson) z 1956, który określał jako „czarną kartkę walentynkową do słodkiej dziedziny boksu”. Sportretował w nim dziennikarza Eddiego Willisa, podejmującego się wypromowania amatorskiego boksera Tora Morena (Mike Lane) do walki o tytuł mistrza świata wagi ciężkiej. Film Robsona nawiązywał do kariery Primo Carnery, włoskiego boksera z lat 20. i 30. XX wieku, gdy walki w wadzie ciężkiej kontrolowała mafia Frankiego Carba i Franka „Blinkiego” Palerma. Tym cięższy ich upadek otrzymał umiarkowanie przychylne recenzje, choć w ocenie Kanfera Bogart sprawiał wrażenie „jeszcze bardziej zmęczonego i chorego niż w telewizji”.

### Choroba, śmierć i pogrzeb

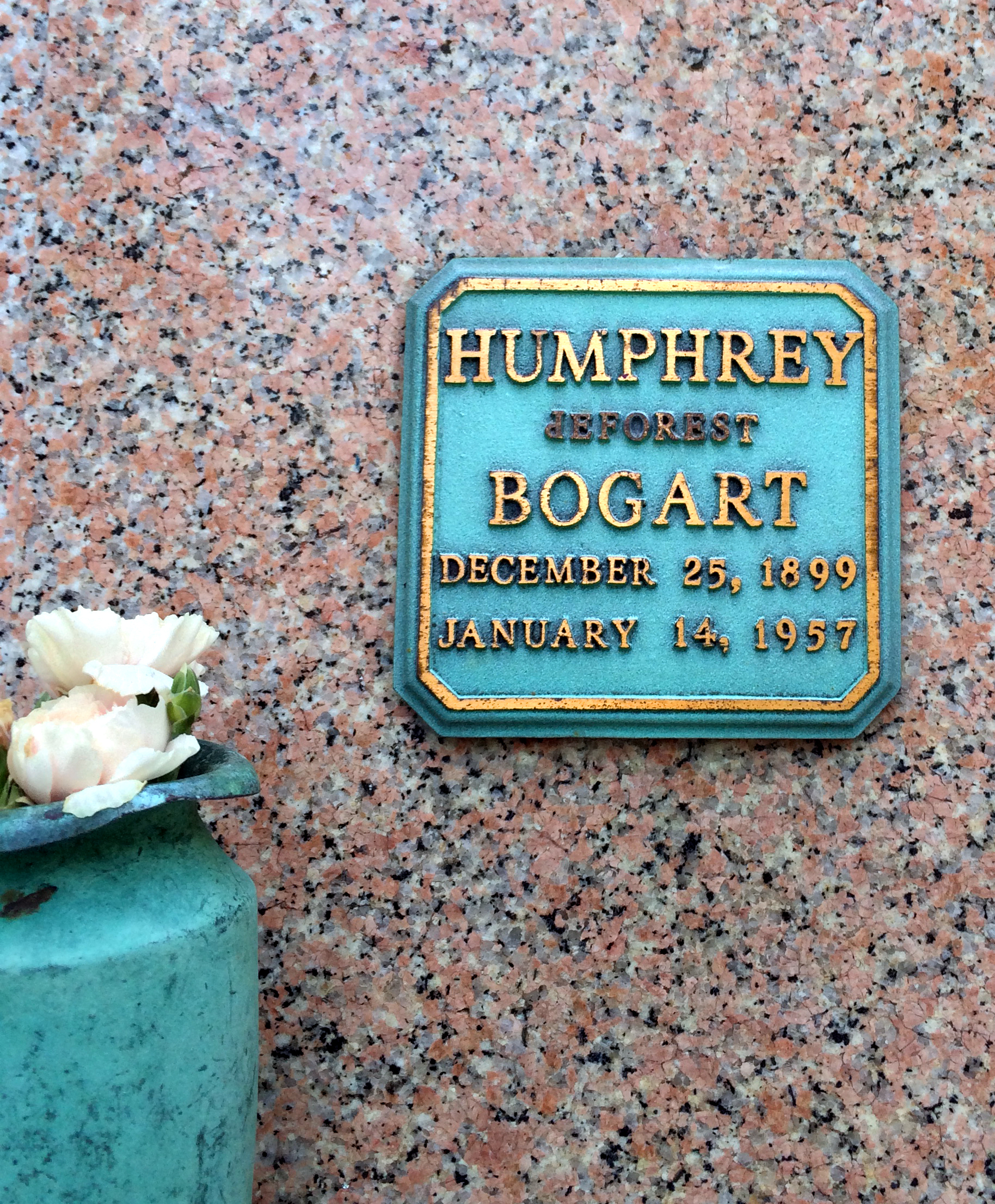
Grób Humphreya Bogarta na Forest Lawn Memorial Park (2014)

W trakcie realizacji Lewej ręki Pana Boga stan zdrowia Bogarta uległ pogorszeniu. Często miewał on na planie duszności i ataki kaszlu, które trwały nieprzerwanie przez kilka minut. Po zakończeniu zdjęć do filmu Tym cięższy ich upadek, podczas jednej z rozmów z Greer Garson, Bogart doznał kolejnego ataku kaszlu. Za namową aktorki zdecydował się na wizytę u lekarza w Beverly Hills, gdzie przeprowadzono bronchoskopię. Bogart uskarżał się na ból przy przełykaniu, zaczął też tracić na wadze. Początkowo podejrzewano niegroźną infekcję, wskutek czego Frank Sinatra udostępnił mu swój dom w Palm Springs w Kalifornii, by tam mógł wypocząć. Po powrocie przechodził następne badania, które wykazały obecność komórek nowotworowych. 1 marca 1956 przeszedł w Good Samaritan Hospital w Beverly Hills trwającą dziewięć godzin operację, w trakcie której odcięto mu nerw błędny oraz usunięto niemal całkowicie przełyk, dwa węzły chłonne i żebro. Ówczesna medycyna była bezsilna wobec tak zaawansowanego stadium nowotworu złośliwego przełyku. Przebywając w domu był regularnie odwiedzany przez przyjaciół, m.in. Irvinga Paula Lazara i Johna Hustona. Telefonowali Fred Astaire i John Wayne, a Jack L. Warner wysłał telegram z życzeniami zdrowia. Kontynuując leczenie Bogart przechodził naświetlania promieniami X, po których miewał mdłości, oraz chemioterapię, która znacząco osłabiła jego organizm. Mimo choroby, nie zrezygnował z picia alkoholu i palenia papierosów (przerzucił się na chesterfieldy z filtrem).
Choroba Bogarta stała się przedmiotem licznych insynuacji i spekulacji w kręgach Hollywood; informowano w nich m.in., że aktor umiera i wybrano już miejsce pochówku, bądź też przebywał w szpitalu, który w rzeczywistości nie istniał. Po przeczytaniu jednej z fałszywych informacji, osobiście zadzwonił do redakcji „New York Journal-American”, domagając się sprostowania. Gdy czuł się dobrze, pływał na swojej łodzi „Santana”. W listopadzie 1956 u aktora nastąpił przerzut nowotworowy. Zaczął chudnąć i tracić siły. Od grudnia poruszał się na wózku inwalidzkim, a jego waga wynosiła 36 kilogramów. W domu zainstalowano prowizoryczną windę, dzięki której, przy pomocy personelu, mógł poruszać się między piętrami. Kiedy miał problemy z oddychaniem, korzystał z dwóch dużych pojemników z tlenem. W ramach chemioterapii przyjmował również zastrzyki z ifosfamidu, by opóźnić rozwój komórek nowotworowych. W ostatnich dniach odwiedzali go Clifton Webb, Jack L. Warner, Samuel Goldwyn, William Wyler oraz w szczególności Katharine Hepburn i Spencer Tracy.
13 stycznia 1957 zapadł w śpiączkę. Zmarł dzień później o drugiej dwadzieścia pięć nad ranem. Miał 57 lat. Nekrologi z informacją o jego śmierci ukazywały się w najważniejszych gazetach na całym świecie. Opisywano go jako „ciężko pracującego profesjonalistę”, „człowieka miotanego życia sztormami”, „doskonałego aktora”, „esencję twardziela”, „gwiazdora odnoszącego sukcesy na Broadwayu i w Hollywood”, oraz aktora, który stał się „doskonałym ucieleśnieniem mężczyzny ściganego przez śmierć”.
Rankiem 17 stycznia w kościele episkopalnym Wszystkich Świętych w Beverly Hills odbyły się uroczystości pogrzebowe, w których udział wzięło blisko dwieście pięćdziesiąt osób, w tym m.in. aktorzy Charles Boyer, Danny Kaye, David Niven, Gary Cooper, Gregory Peck, James Mason, Jennifer Jones, Joan Fontaine, Katharine Hepburn, Louis Jourdan, Marlene Dietrich, Ronald Reagan, Spencer Tracy, reżyserzy Billy Wilder, Nunnally Johnson, Richard Brooks i William Wyler oraz producenci David O. Selznick, Harry Cohn i Jack L. Warner. Mowę pogrzebową wygłosił John Huston (w zastępstwie za Tracy’ego, który przybity śmiercią bliskiego przyjaciela nie był w stanie). Pastor Kermit Castellanos odczytał fragment Psalmu 23, a także poemat Alfreda Tennysona Przejście zapory. Na zewnątrz kościoła było obecnych ponad dwa tysiące osób. Uroczystości towarzyszyła muzyka ulubionych kompozytorów aktora – Claude’a Debussy’ego i Johanna Sebastiana Bacha.
Zwłoki Bogarta poddano kremacji. Do urny Bacall schowała mały złoty gwizdek, będący częścią bransoletki, który dostała od przyszłego męża trzynaście lat wcześniej. Znajdowała się na nim inskrypcja: „Gdybyś czegoś potrzebował, po prostu zagwiżdż”. Tekst nawiązywał do filmu Mieć i nie mieć (1944), na planie którego para poznała się. Wolą Bogarta było, aby jego prochy rozsypano nad Oceanem Spokojnym, lecz z racji tego, że w owym czasie było to nielegalne, decyzją rodziny pochowano je w kolumbarium na cmentarzu Forest Lawn Memorial Park w zespole miejskim Los Angeles–Long Beach. W testamencie aktor majątek podzielił między żonę i dzieci oraz zapewnił pensję kucharce (1500 dolarów) i sekretarce (2 tys. dolarów).

## Życie prywatne

### Osobowość, przyjaźnie, zainteresowania

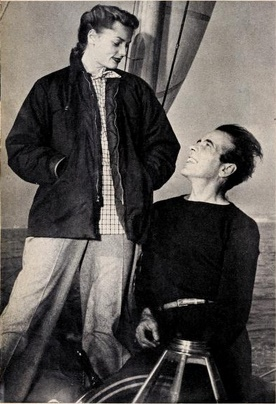
Lauren Bacall i Humphrey Bogart na jachcie (1948)

Humphrey Bogart był z natury introwertykiem, lecz nie miał w zwyczaju użalać się nad sobą. W chwilach gorszego nastroju pocieszenia szukał w alkoholu, rodzinie oraz znajomych, lubiących pić tak jak on. Jego charakter i wartości rozwijały się niezależnie od rodziny, w czasie gdy służył w marynarce wojennej i zaczął się buntować. Z biegiem lat stał się liberałem, nie lubiącym pretensji, fałszu i snobizmu. Niekiedy przeciwstawiał się konwencjonalnym zachowaniom i autorytetom; był też dobrze wychowany, elokwentny, punktualny, skromny oraz zdystansowany. Rzadko oglądał filmy ze swoim udziałem i unikał premier. By zaspokoić ciekawość prasy i opinii publicznej, często przekazywał im fałszywe informacje na temat swego życia prywatnego.
W młodości, w czasach zastoju kariery, często przesiadywał w barach na Manhattanie – jego ulubionym miejscem był Tony. W ocenie Kanfera surowe wychowanie przez matkę spowodowało, że aktor nie odczuwał głębokiej więzi w stosunku do kobiet, jednak zawsze zachowywał się w sposób szarmancki. Prócz alkoholu, był uzależniony od papierosów (wypalał do dwóch paczek chesterfieldów dziennie), które z biegiem lat stały się jego nieodłącznym rekwizytem. Braki ofert filmowych i niepowodzenia zawodowe powodowały, że łatwo popadał w stany depresyjne i przygnębienia; miewał także problemy w nawiązywaniu kontaktu z dwójką swoich małych dzieci. Był znany z anonimowej szczodrości; bez żadnego rozgłosu przekazywał pieniądze organizacjom charytatywnym. Joseph L. Mankiewicz twierdził, że miał on „trochę osiemnastowieczną naturę Alexandra Pope’a. Myślę, że byłby z niego doskonały Gatsby. Jego życie odzwierciedlało potrzebę Gatsby’ego bycia outsiderem”. Mimo braków w wykształceniu, w ocenie znajomych, Bogart (który przez całe życie dużo czytał) potrafił recytować z pamięci Pope’a, Platona, Ralpha Waldo Emersona i Williama Shakespeare’a.
Aktorem, którego lubił i podziwiał, był Spencer Tracy. Zaprzyjaźnili się na planie filmu W górze rzeki (1930). Tracy jako pierwszy zaczął nazywać go „Bogie”. Od 1930 pseudonim ten przylgnął do niego na stałe. Przyjaźnił się także m.in. z Juliusem Epsteinem, Nathanielem Benchleyem i Peterem Lorre’em. Jego ulubionym reżyserem, oraz przyjacielem, był John Huston, którego poznał jeszcze w latach 30. W połowie lat 50. został współzałożycielem i rzecznikiem prasowym nieformalnej grupy przyjaciół Rat Pack, zrzeszającej gwiazdy amerykańskiego przemysłu rozrywkowego, m.in.: Franka Sinatrę, Irvinga Paula Lazara, Judy Garland, Natchaniela Benchleya, Lauren Bacall oraz Sidneya Lufta.
Bogart, podobnie jak jego ojciec, był miłośnikiem żeglarstwa. W latach młodości razem żeglowali jachtem „Comande” na jeziorze Canandaigua. Posiadał też wrodzony talent do odczytywania kierunku wiatru. W późniejszych latach był właścicielem łodzi motorowej „Sluggy”, którą sprzedał po zakończeniu II wojny światowej. Jesienią 1944 zakupił od Dicka Powella, za sumę 50 tys. dolarów, 16,5-metrowy jacht typu jol, nadając mu nazwę „Santana”, podobnie jak ten z filmu Koralowa wyspa (1948). Dla Bogarta pobyt na własnym jachcie był formą relaksu, alienacji, ucieczki od otaczającego świata i problemów (m.in. w 1941, gdy popadł w konflikt z Warner Bros.). Aktor był początkowo członkiem Newport Harbor Yacht Club, a następnie Los Angeles Yacht Club. Regularnie startował w wyścigach żeglarskich – trzykrotnie z rzędu triumfował w zawodach Around San Clemente Island Race, które po latach przemianowano na Bogart Series.

### Małżeństwa i dzieci
Swoją pierwszą żonę, Helen Menken, poznał w 1922, gdy aktorka przygotowywała się do występu w spektaklu Drifting, a on zajmował się sprawami technicznymi. W opinii Kanfera Menken prezentowała typ kobiety samowolnej, wybuchowej i o ciętym języku, czyli taki, jaki lubił. Po tygodniu para zaczęła się regularnie umawiać, lecz przez dłuższy czas nie zdecydowała się na sfinalizowanie związku. Menken była starsza od aktora, miała mocniejszą pozycję w teatrze oraz otrzymywała większe wynagrodzenie. Bogart wzbraniał się przed układem podobnym do tego, jaki panował w małżeństwie jego rodziców. Za namową Billa Brady’ego Jr., który przekonywał go, że związek z Menken pomoże mu w karierze, zdecydował się na ślub. Odbył się on 20 maja 1926 w jednym z pokoi w Gramercy Park Hotel, gdzie mieszkała Menken. Udział w ceremonii brali głuchoniemi rodzice aktorki i znajomi pary. Ślubu udzielał głuchoniemy pastor – jego słowa w języku migowym przekazywał asystent. W trakcie ceremonii Menken doznała ataku histerii, przez co konieczne było wyprowadzenie jej do pokoju obok. Para od samego początku kłóciła się o najdrobniejsze rzeczy (włączając w to spór dotyczący wyżywienia ich psa), i skupiała na rozwoju własnych karier. Po osiemnastu miesiącach, 18 listopada 1927 rozwiedli się. Menken oskarżała aktora o zaniedbywanie jej i okrucieństwo, lecz po latach przyznawała, że to ona była powodem rozpadu ich związku. „Karierę stawiałam na pierwszym miejscu”. Z kolei Bogart uważał, że małżeństwo z Menken było błędem, a ją samą określał mianem „wspaniałej dziewczyny”. Zdaniem Kanfera „żadne z małżonków nigdy nie zainwestowało w ten związek ani uczuć, ani czasu”.
Po rozwodzie z Menken, Bogart poznał początkującą aktorkę Mary Philips, o względy której musiał rywalizować z innym aktorem, Kennethem MacKenną. 3 kwietnia 1928 para sfinalizowała związek w domu owdowiałej matki Philips w Hartford w stanie Connecticut. Wspólnie odwiedzali nocne bary, bywali na przyjęciach i przez krótki czas występowali w sztuce The Skyrocket. Gdy Bogart otrzymał ofertę angażu w Hollywood na początku lat 30., Philips odmówiła opuszczenia Nowego Jorku, obawiając się utraty dobrze płatnej pracy na Broadwayu. Para zdecydowała się na związek otwarty. Po początkowym niepowodzeniu, aktor wrócił do Nowego Jorku i wraz z żoną odnowił przysięgę małżeńską. W wywiadach prasowych Philips pomijała fakt, że była żoną Bogarta oraz nalegała, by na plakatach umieszczać ją pod panieńskim nazwiskiem. Z biegiem lat para znalazła się na przeciwległych stronach kariery; Philips była pierwszoplanową aktorką, a Bogart dopiero zaczynał karierę. W grudniu 1936 ponownie odmówiła przeprowadzki do Kalifornii. Rozwiedli się w 1937.
Swoją trzecią żonę, aktorkę i piosenkarkę Mayo Methot, poznał w Nowym Jorku w okresie, gdy grywał w filmach klasy B. Parę połączyły wspólne pasje, w tym zamiłowanie do żeglarstwa, ale także nałogi, jak alkohol i papierosy. Uzyskawszy rozwód z Percym T. Morganem Jr., 20 sierpnia 1938 Methot wyszła za mąż za Bogarta. W trakcie uroczystości weselnych para pokłóciła się, przez co wieczór spędziła osobno. Zamieszkali w domu przy Horn Street powyżej Sunset Strip, w którym trzymali koty, psy i ptaki. Trzecie małżeństwo aktora cechowały częste wybuchy złości i nadmierna zazdrość Methot o partnerki i koleżanki z planu Bogarta, z którymi odgrywał sceny miłosne. Prócz codziennych kłótni, również w towarzystwie znajomych, kobieta wielokrotnie rzucała w aktora butelką, bądź innymi przedmiotami znalezionymi pod ręką, lub go policzkowała, przez co ten zaczął nazywać ją pogardliwie „Sluggy” (określenie osoby, która potrafi bardzo mocno uderzyć). Podczas jednej z kłótni, będąc pod wpływem alkoholu, Methot ugodziła Bogarta nożem w plecy, rozcinając mu jeden z mięśni, a także podpaliła ich dom. Felietoniści zaczęli określać parę mianem „bitnych Bogartów”, co podobało się aktorowi, który często prowokował żonę do kłótni. Mimo trudnego charakteru, Methot wykazywała opiekuńczość w stosunku do matki aktora, którą ten ulokował w mieszkaniu w Chateau Marmont przy Bulwarze Zachodzącego Słońca. U Methot zdiagnozowano alkoholizm i neurozę, która następnie przerodziła się w całkowitą niestabilność psychiczną. Mimo wielokrotnych zapewnień, nigdy nie podjęła walki ze swoimi nałogami i agresywnym zachowaniem. Rozwiedli się 10 maja 1945.
Czwartą żoną Bogarta była młodsza o dwadzieścia pięć lat Lauren Bacall, którą ten poznał na planie Drogi do Marsylii (1944). W tym samym roku wystąpili razem w filmie Mieć i nie mieć, nawiązując romans. Stanowczy sprzeciw wobec związku Bacall i Bogarta wyrażali Howard Hawks oraz matka aktorki. Reżyser wraz ze swoją żoną bezskutecznie próbowali wyswatać ją z wdowcem Clarkiem Gable’em. Bacall i Bogart spotykali się ze sobą w tajemnicy przed opinią publiczną oraz współpracownikami (m.in. na ranczu Petera Lorre’a), a w trakcie rozłąki wysyłali sobie listy miłosne.
Dwanaście dni po rozwodzie z Methot, 22 maja 1945 pobrali się na ranczu powieściopisarza i laureata nagrody Pulitzera Louisa Bromfielda, przyjaciela Bogarta. Po ślubie zamieszkali w umeblowanym domu w Beverly Hills. Aby móc mieć dzieci, Bogart przyjmował zastrzyki hormonalne, które powodowały silniejsze wypadanie włosów i większą wybuchowość. Syn Stephen Humphrey Bogart urodził się 6 stycznia 1949 w szpitalu Cedars of Lebanon w Los Angeles. Chłopcu nadano imię na cześć bohatera z filmu Mieć i nie mieć, portretowanego przez Bogarta (Harry „Steve” Morgan). Córka Leslie Howard Bogart przyszła na świat 23 sierpnia 1952. Bogart nadał jej imię na cześć angielskiego aktora Lesliego Howarda, dzięki któremu rozpoczął karierę w filmie (obydwaj wystąpili wspólnie w teatralnej i filmowej ekranizacji Skamieniałego lasu w 1935 i 1936). W przeciwieństwie do wcześniejszych żon Bogarta, Bacall częstokrotnie towarzyszyła mu na planie filmowym, m.in. podczas realizacji Afrykańskiej królowej (1951) w Afryce (w trakcie podróży odbyli w Watykanie audiencję u Piusa XII). W 1952 rodzina przeprowadziła się do czternastopokojowej willi z białej cegły o wartości 160 tys. dolarów w Holmby Hills, w której podejmowali przyjaciół. W ocenie Jeffreya Meyersa niespełna jedenastoletnie małżeństwo było szczęśliwe, choć z powodu różnic istniały napięcia, do których przyczyniało się picie Bogarta. Aktor nazywał swoją żonę „Baby”, ona z kolei zwracała się do niego „Bogie”.

### Romanse
W trakcie trwania trzeciego małżeństwa z Methot, Bogart spotykał się ze swoją byłą żoną Helen Menken i osobistą fryzjerką Varietą Thompson. Druga z wymienionych kobiet, w swych pamiętnikach – zatytułowanych Bogie and Me – szczegółowo opisała wieloletni romans z aktorem. Para przeważnie spotykała się w mieszkaniu Thompson w Burbank w hrabstwie Los Angeles. Jak wspominała: „[Bogart] często zostawał na noc”, kiedy Methot „ wyrzucała go z domu, traktując ogniem zaporowym składającym się z butelek, naczyń, garnków, patelni i pijackich wrzasków”. Według Meyersa w trakcie zdjęć do filmu Bosonoga Contessa (1954), aktor wznowił dyskretny romans z Thompson, z którą często żeglował i lubił pić. Kiedy Bacall niespodziewanie pojawiła się na planie, nakryła męża z asystentką. Zabrała ona Bogarta na drogie zakupy, a po zakończeniu realizacji filmu, cała trójka wspólnie żeglowała. Według Thompson temat rozwodu aktora został definitywnie zakończony po narodzinach dwójki jego dzieci.

### Poglądy polityczne

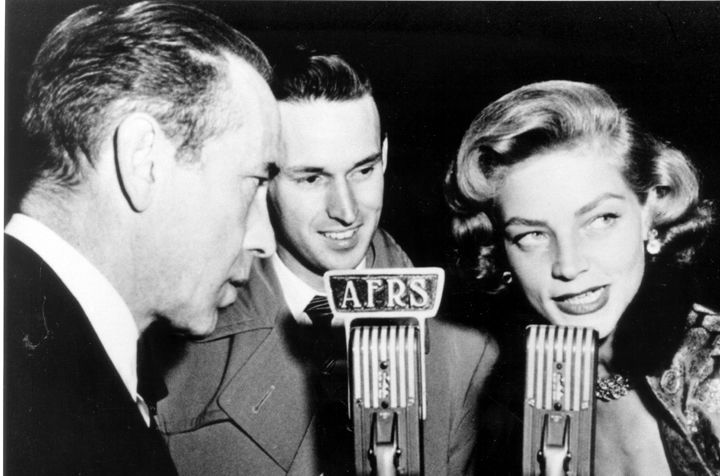
Humphrey Bogart i Lauren Bacall podczas występu w rozgłośni American Forces Network dla żołnierzy biorących udział w II wojnie światowej (lata 40.)

Bogart określał swoje poglądy jako liberalne. Mimo tego, w 1941 John L. Leech, były przewodniczący amerykańskiej Partii Komunistycznej (CPUSA) w Los Angeles, zeznał przed ławą przysięgłych, że aktor należał do grona osób sympatyzujących z ustrojem komunistycznym oraz że brał udział w spotkaniu organizowanym w domu szefa produkcji Paramountu B.P. Schulberga, gdzie dyskutowano m.in. o doktrynach Karola Marksa. Zeznania Leecha okazały się kłamstwem, a Bogart przygotował dla prasy oświadczenie, zaprzeczając, jakoby brał udział w spotkaniach, sympatyzował z ustrojem komunistycznym czy przekazywał pieniądze na organizacje polityczne. W 1944, mimo protestu ze strony republikanów, ponownie udzielił swojego poparcia Franklinowi Delano Rooseveltowi, przez co naraził się na krytykę; otrzymywał także agresywne anonimy. Opublikował na łamach „The Saturday Evening Post” artykuł, w którym namawiał środowisko aktorskie do większej aktywności i wyrażania swoich poglądów.
Pod koniec lat 40. Komisja ds. Działalności Antyamerykańskiej (HUAC) pod przewodnictwem J. Parnella Thomasa zaczęła posądzać część środowiska aktorskiego o sympatyzowanie oraz sprzyjanie poglądom komunistycznym. Dziewiętnastu aktorów, po konsultacjach ze swoimi prawnikami, zdecydowało się przeciwstawić działaniom Thomasa. W obronie „dziewiętnastu nieprzyjaznych”, powołano komitet do spraw 1. poprawki. Organizację zdecydował się wesprzeć Bogart. Wraz z grupą aktorów (m.in. Gene Kelly, Groucho Marx, John Garfield, Myrna Loy, Paulette Goddard, Rita Hayworth) wsiadł na pokład samolotu wyczarterowanego przez Johna Hustona od Howarda Hughesa i udał się do Waszyngtonu. Ku zaskoczeniu komitetu wielu przesłuchiwanych spośród „dziewiętnastu nieprzyjaznych” rzeczywiście miało pewne związki z komunizmem. Nieświadomy tego Bogart próbował odciąć się od powstałego zamieszania. Pojawiały się niewygodne pytania o poglądy aktora, sugerowano również, iż był komunistą. Ulegając naciskom, Warnerowie doprowadzili do opublikowania artykułu „Nie jestem komunistą” (I’m No Communist), pod nazwiskiem Bogarta, na łamach „Photoplay”, w którym aktor przyznał, że był naiwny i opisał siebie jako „niemądrego i porywczego Amerykanina”.
W późniejszych latach nie angażował się w publiczne debaty. Podczas wyborów prezydenckich w 1952 popierał kandydata republikanów Dwighta Eisenhowera, lecz za namową Bacall, zagłosował na przedstawiciela demokratów Adlaiego Ewinga Stevensona. Wraz z żoną prowadził kampanię Madly for Adlai. Kandydat z ramienia demokratów ostatecznie przegrał walkę o urząd prezydenta z republikaninem Eisenhowerem.

## Filmografia
W trwającej 34 lata karierze występował w filmach, radiu, telewizji i na scenie. Pojawił się w 74 produkcjach fabularnych na dużym ekranie, a także brał udział w słuchowiskach radiowych, odtwarzając m.in. swoje role filmowe.
W latach 1943–1949 i 1955 był notowany w pierwszej dziesiątce najbardziej dochodowych amerykańskich aktorów. Trzy filmy z jego udziałem były zestawiane w pierwszej dziesiątce podsumowań roku w tamtejszym box offisie. Szesnaście filmów, w których wziął udział, było nominowanych przynajmniej do jednego Oscara, a sześć z nich zdobyło co najmniej jedną statuetkę. Trzydzieści cztery produkcje z udziałem aktora, po uwzględnieniu inflacji, przekroczyło sumę 100 milionów dolarów dochodu z biletów na rynku krajowym.
Siedem z jego filmów: Sokół maltański (1941), Casablanca (1942), Wielki sen (1946), Skarb Sierra Madre (1948), Pustka (1950), Afrykańska królowa (1951) i Sabrina (1954) wpisano do National Film Registry (NFR).

## Spuścizna
Humphrey Bogart uznawany jest za jedną z największych i najwybitniejszych gwiazd filmowych w historii amerykańskiego kina, legendę i ikonę okresu „Złotej Ery Hollywood”, oraz najbardziej wpływowego aktora gatunku noir. Jego kamienny wyraz twarzy i charakterystyczne spojrzenie spod ronda lekko przekrzywionego kapelusza fedora stały się symbolami męskości oraz zdominowały wizerunkowo świat popkultury lat 40. Ówcześni mężczyźni często pozowali „na Bogarta”, podobnie jak i studenci, którzy naśladowali jego styl ubioru, a kobiety doszukiwały się w swoich partnerach typowych cech aktora, jego stylu bycia i prowadzenia dialogów w stylu kreowanych przezeń postaci na ekranie. Bogart stworzył w kinie nowy archetyp mężczyzny, który Albert Camus definiował jako przykład „rzeczowo myślącego egzystencjalisty, żarliwie poszukującego sprawiedliwości”. Richard Schickel przyznawał, że Bogart „doskonale ucieleśniał kilka prostych i godnych podziwu cech, które kiedyś wyróżniały amerykański charakter”, a wśród nich „samowystarczalność i niezgodę na bycie pomiatanym”. Jako aktor był „wiarygodny, profesjonalny i wolny od niepokojów czy wątpliwości”. Kanfer pisał, że wraz z jego śmiercią nastał koniec początku sławy Bogarta. Uważany jest za jednego z antybohaterów amerykańskiego kina. Postrzegany jako „uosobienie głównego aktora Złotej Ery Hollywood o nieskazitelnej pasji, goryczy i sile”.
Na początku lat. 50. Brattle Theatre w Cambridge w stanie Massachusetts zapoczątkował swego rodzaju odrodzenie postaci Bogarta. Projekcje filmu Casablanca (1942), a potem także innych produkcji z udziałem aktora, przypadły do gustu amerykańskim studentom na wielu kampusach całego kraju. Młodzi Amerykanie postrzegali Bogarta jako człowieka bezpośredniego i uczciwego, który był „esencją wyluzowania”.
Kilka dni po śmierci aktora w 1957, teoretyk filmu André Bazin opublikował na łamach „Cahiers du cinéma” esej, w którym podkreślał, że w przeciwieństwie do Jamesa Deana czy Marlona Brando, Bogart był przewidywalną postacią, co stanowiło o jego sile. „On zawsze będzie mężczyzną, który potrafił wydyszeć z siebie nieufność i znużenie, mądrość i sceptycyzm: Bogie jest stoikiem”. Według autora mężczyzny, którego Bogart portretował „nie można określić doraźnym szacunkiem czy tchórzostwem, a jedynie dojrzałością egzystencji, która nasyca powoli życie uporczywą ironią wobec śmierci”. Alistair Cooke twierdził, że Bogart był „o wiele bardziej inteligentnym człowiekiem niż większość w branży czy jeszcze kilku innych […] On przekształcił swój charakter w postać filmową i narzucił ją temu światu, który niecierpliwie oczekiwał mężczyzn w oczywisty sposób dobrych”. Rod Steiger opisywał aktora jako „starszego oficera, który prowadził pluton przez dżunglę. Szanowało się te wojny, w których walczył, i jego zdolność do przetrwania. Był dżentelmenem, artystycznym żołnierzem”.

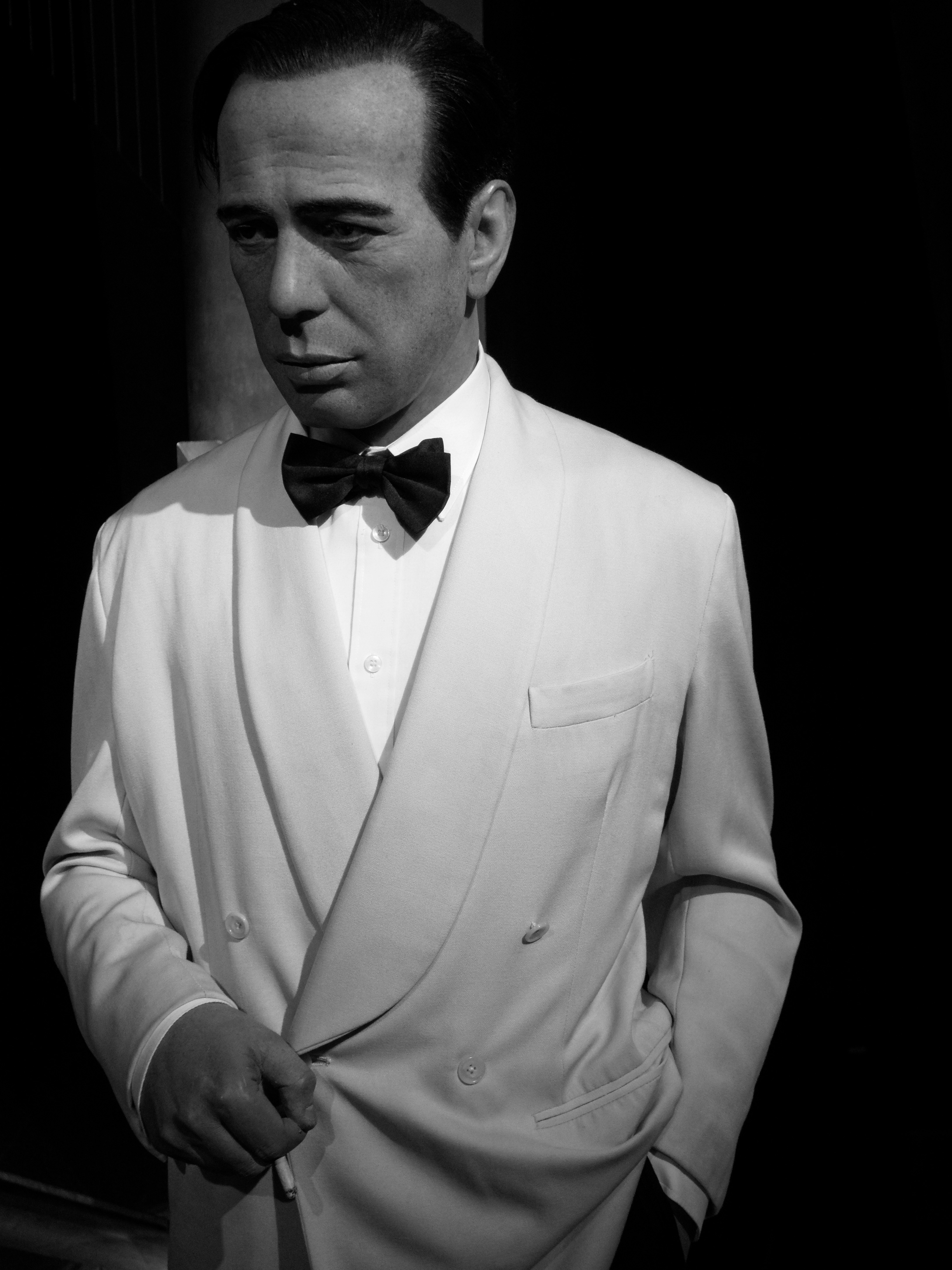
Figura woskowa przedstawiająca Humphreya Bogarta w roli Ricka Blaine’a z filmu Casablanca (1942), mieszcząca się w londyńskiej filii Muzeum Figur Woskowych Madame Tussaud (2013)

Od 8 lutego 1960, w uznaniu za wkład w przemysł filmowy, Bogart posiada gwiazdę na Hollywoodzkiej Alei Gwiazd, mieszczącą się przy 6322 Hollywood Boulevard. Postać aktora miała istotny wpływ na twórców francuskiej Nowej Fali, którzy inspirowali się kinem noir. W filmie Do utraty tchu (1960, reż. Jean-Luc Godard), bohater kreowany przez Jeana-Paula Belmondo naśladował styl Bogarta (palący papieros, charakterystyczna mimika). François Truffaut inspirował się amerykańskim aktorem, tworząc postać Charliego Kohlera w dramacie kryminalnym Strzelajcie do pianisty (1960), którą zagrał Charles Aznavour. W ocenie wpływowej krytyk Pauline Kael oba te filmy były „nawiedzane przez ducha Bogarta”.
Począwszy od 1964 w Brattle Theatre odbywa się corocznie festiwal filmowy imienia Humphreya Bogarta. W kinoteatrze zorganizowano salę Blue Parrot, by upamiętnić kawiarnię z Casablanki. Był on również bohaterem utworu „Don’t Bogart Me”, zawartego na ścieżce dźwiękowej do filmu Swobodny jeździec (1969, reż. Dennis Hopper) (imię aktora pojawia się w ponad dwudziestu piosenkach – od „Key Largo” Bertiego Higginsa po „What Would Bogie Do?” Murraya McLauchlana). Pod koniec lat 60. postać Bogarta ponownie weszła do kanonu popkultury, za sprawą spektaklu Play It Again, Sam w reżyserii Woody’ego Allena, z powodzeniem wystawianego na Broadwayu. W 1972 przeniesiono go na ekran, a rolę ducha Bogarta wykreował Jerry Lacy. Na fali sukcesu filmu powstawały inne sztuki – Bogart Slept Here (reż. Mike Nichols), When Bogart Was czy off-broadwayowska A Kiss is Just a Kiss, która skupiała się na analizie dwóch małżeństw aktora z Helen Menken i Mayo Methot. Na podstawie książki Bogart: The Good Bad Guy pióra Ezry Goodmana, w Londynie wystawiano musical. Aktor był wymieniany również w innych spektaklach (m.in. Bogie i Lost in Yonkers), produkcjach telewizyjnych (czego przykładem mogą być seriale M*A*S*H, Prawo i porządek) oraz w literaturze (Dream Songs Johna Berrymana, eseje Umberto Eco, Nasza ulica V.S. Naipaula). Również samemu aktorowi poświęcono wiele biografii i książek. Był także bohaterem kilku filmów dokumentalnych, takich jak Bogart and Bacall (1988, reż. Dave Heeley) stacji PBS czy Humphrey Bogart: The Man Behind the Myth (1991, reż. Mike Omansky).
W Europie, Meksyku i w Stanach Zjednoczonych powstało wiele barów, bistr i tawern, które w nazwach lub logo mają Bogarta. Większość z nich starało się wiernie odwzorować wygląd Café Américan z Casablanki. Pod koniec lat 90. amerykański producent mebli Thomasville Furniture Industries wypuścił serię Bogart Collection, składającą się ze stu elementów. Na rynku obecne są podkoszulki z podobiznami aktora i Bacall oraz inne części garderoby z nadrukami słynnych cytatów z filmów z jego udziałem.
W 1997 „Entertainment Weekly” ogłosił Bogarta legendą kina wszech czasów. W tym samym roku poczta Stanów Zjednoczonych (USPS) uhonorowała aktora, zamieszczając jego podobiznę na znaczku pocztowym, w związku z edycją „Legendy Hollywoodu”. Na ceremonii była obecna Bacall i dwójka dzieci – Stephen oraz Leslie. W czerwcu 1999 został sklasyfikowany przez American Film Institute (AFI) na 1. miejscu w rankingu „największych aktorów wszech czasów” (The 50 Greatest American Screen Legends). Od 2006 ulica pomiędzy Broadwayem a Amsterdam Avenue (Upper West Side przy West 103rd Street) nosi nazwę Humphrey Bogart Place. Na ścianie budynku, w którym aktor mieszkał od narodzin do 1923 wraz z rodzicami, zamontowano pamiątkową tablicę z brązu. Po współczesne czasy stawiany jest jako wzorzec męskich ról.

## Nagrody i nominacje

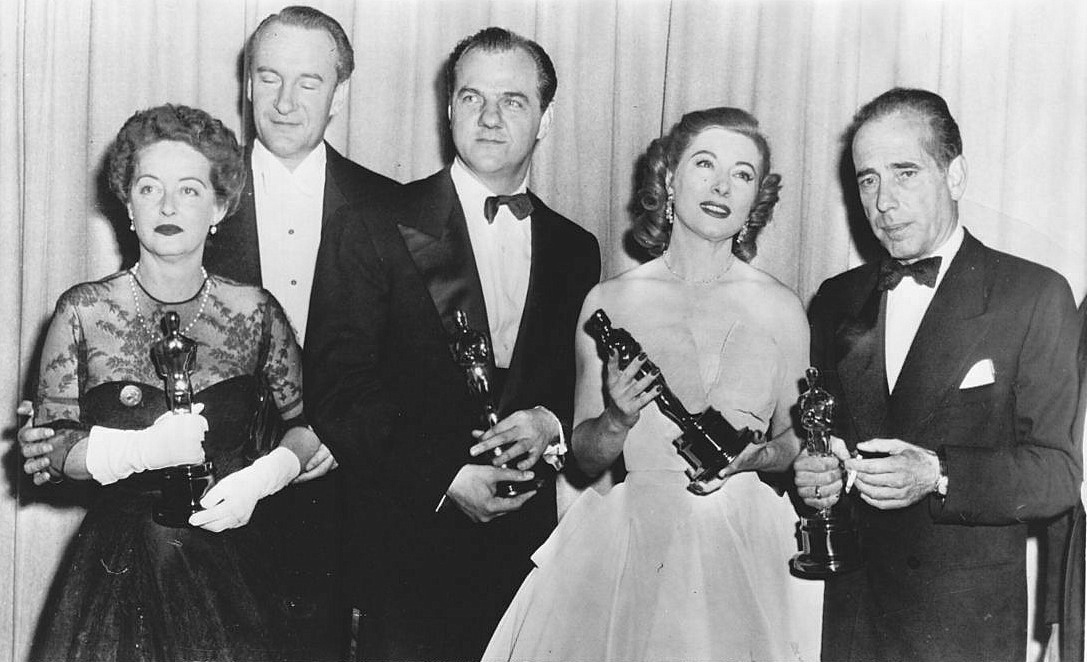
Bette Davis, George Sanders, Karl Malden Greer Garson i Humphrey Bogart, który otrzymał statuetkę za rolę w filmie Afrykańska królowa (1951), 20 marca 1952

21 sierpnia 1946 Bogart odcisnął swoje dłonie i stopy oraz złożył podpis w płycie betonowej chodnika na podjeździe Grauman’s Chinese Theatre.
W trakcie 34-letniej kariery aktorskiej trzykrotnie uzyskiwał od Amerykańskiej Akademii Sztuki i Wiedzy Filmowej (AMPAS) nominację do Oscara w kategorii dla najlepszego aktora pierwszoplanowego, z czego otrzymał jedną statuetkę – za kreację poszukiwacza przygód Charliego Allnuta w filmie Afrykańska królowa (1951). Odbierając nagrodę z rąk Green Garson podczas 24. ceremonii wręczenia statuetek w Pantages Theatre, w trakcie swojej lapidarnej przemowy – wbrew wcześniejszym postanowieniom – przyznał: „Od Konga Belgijskiego do sceny tego teatru jest daleko. Miło jest tu być. Dziękuję bardzo. Nikt nie robi tego sam. Tak jak w tenisie, potrzebny jest oponent lub partner, by wydobyć z człowieka to, co najlepsze. John [Huston] i Kate [Hepburn] pomogli mi znaleźć się tu, gdzie teraz jestem”. Już po zdobyciu nagrody Bogart bagatelizował ten fakt, twierdząc, że rywalizacja o miano najlepszego aktora powinna przypominać konkurs jedzenia ciasta, w którym każdy aktor odegra tę samą rolę, na przykład Hamleta. Wyznał również, że najlepszą metodą na przetrwanie zamieszania z Oscarami jest próba „nie zdobycia następnego”.
| Rok  | Nagroda                   | Kategoria                       | Nominacja za       | Wynik     | Źródło  |
| ---- | ------------------------- | ------------------------------- | ------------------ | --------- | ------- |
| 1944 | Nagroda Akademii Filmowej | Najlepszy aktor pierwszoplanowy | Casablanca         | Nominacja | [ 331 ] |
| 1952 | Nagroda Akademii Filmowej | Najlepszy aktor pierwszoplanowy | Afrykańska królowa | Wygrana   | [ 179 ] |
| 1953 | BAFTA                     | Najlepszy aktor zagraniczny     | Afrykańska królowa | Nominacja | [ 332 ] |
| 1955 | Nagroda Akademii Filmowej | Najlepszy aktor pierwszoplanowy | Bunt na okręcie    | Nominacja | [ 193 ] |